# ポケットモンスター (2023年のアニメ)
『ポケットモンスター』（英: Pokémon Horizons: The Series）は、ゲームソフト「ポケットモンスターシリーズ」を原作とするOLM制作の日本のテレビアニメ。2023年4月14日よりテレビ東京系列で放送されている。テレビアニメ版ポケットモンスターシリーズとしては第8シリーズとなる。通称は「リコとロイ編」、「リコロイ」。
タイトルはテレビアニメ第1シリーズおよびテレビアニメ第7シリーズと同一だが、本作はストーリーに合わせてタイトル下に表記される副題が変わる。
本項でアニメ版ポケットモンスターのシリーズ作品を示す際の凡例
- ポケットモンスター（1997年版） - テレビアニメ第1シリーズ
  - ジョウト編・金銀編 - 金銀編

- ポケットモンスター アドバンスジェネレーション - AG
- ポケットモンスター ダイヤモンド&パール - DP
- ポケットモンスター ベストウイッシュ - BW
  - ベストウイッシュ - BW1
  - ベストウイッシュ シーズン2 - BW2

- ポケットモンスター XY - XY
  - XY（第1期） - XY
  - XY&Z（第2期） - XY&Z

- ポケットモンスター サン&ムーン - SM
- ポケットモンスター（2019年版） - テレビアニメ第7シリーズ、新無印、PM2
  - ポケットモンスター めざせポケモンマスター - めざせポケモンマスター

- 本作 - テレビアニメ第8シリーズ、LR

## 概要
『ポケットモンスター』アニメとしては第8シリーズにあたるが、今作より登場人物・設定を全面リニューアル。前作までのアニメシリーズで主人公を務めたサトシに代わる新たな主人公はリコとロイの2人。2022年12月16日初公開の映像で発表された。ピカチュウは声優が続投したが、サトシのピカチュウとは別個体であり、新キャラクター・フリードの相棒として登場する。
“冒険を通じて大事な何かを「見つける」物語”がテーマ。
テレビアニメ第7シリーズと同様にポケモン世界全体を舞台とし、『ポケットモンスター スカーレット・バイオレット』の舞台や要素も存在する。第3章『テラスタルデビュー』ではパルデア地方を主な舞台とし、『スカーレット・バイオレット』を主軸とした内容となっている。第5章『メガボルテージ』では前章の1年後としてリコ・ロイたちはやや成長した姿となり、ポケモンの「メガシンカ」の要素が登場する。
タイトルは第1シリーズおよび第7シリーズと同じであるが、ロゴは青色と赤色を基調とした新規のデザインとなっている。
字幕の色はリコは黄色、ロイは水色、それ以外は白色となっている。

### 番組構成
通常放送はアバン→OP→Aパート→提供クレジット→CM→Bパート→ミニコーナー前半→ED→CM→ミニコーナー後半→次回予告→提供クレジットの順序となっている。
本作では専属のナレーターを設けず、冒頭での前話のおさらいはリコが、次回予告は第45話まではぐるみん、第46話からはリコとロイとドットがナレーションを行っている。
本編の最後には過去のシリーズと同様「To Be Continued…」のクレジットが入る。
ミニコーナーとして『フリード博士のポケモンゼミ』を放送。フリードがポケモンに関する解説をした後にクイズを出題し、CM明けに正解を発表する。主にその回で主役となったポケモンを出題にすることが多い。
第5章ではミニコーナーが『メガぐるみんのメガメガ！メガシンカ』に変更。メガぐるみんがメガシンカポケモンを紹介する。『ポケモンゼミ』と違い、本編に登場したポケモンに限らない。2025年6月27日から公式YouTubeにも配信されるようになり、一部のセリフやシーンも新たに追加されている。
第31話から第33話まではテラパゴスが主役のショートアニメ『テラパゴスのキラキラ探検記』が放送されていた。

### シリーズ一覧
- 第1章 リコとロイの旅立ち[8]：2023年4月 - 10月
- 第2章 テラパゴスのかがやき[16][17]：2023年10月 - 2024年3月
- 第3章 テラスタルデビュー[18]：2024年4月 - 2024年9月
- 第4章 レックウザ ライジング[19]：2024年10月 - 2025年3月
- 第5章 メガボルテージ[20]：2025年4月 -

## あらすじ

### リコとロイの旅立ち
ポケットモンスター、縮めてポケモンと呼ばれる不思議な生き物と人間が互いに助け合って生きている世界。パルデア地方に住む少女・リコは一人でカントー地方に渡り、セキエイ学園に入学。新入生用のポケモンとしてニャオハを貰うものの、気ままに動くニャオハとは上手く付き合えず、時間をかけて理解しようとする。
時が経ち、大型連休を迎えた日。パルデア地方に帰らず寮に残ったリコは学園を訪れた少年・アメジオと出会う。何故か初対面なのに自分と祖母のことを知っているアメジオに不信感を覚えたリコはこっそり寮を抜け出すが、アメジオとその連れに祖母から貰ったペンダントを狙われ、追われた。アメジオらに追いつかれたリコはリザードンに乗った青年・フリードに出逢い、何も知らされないまま上空の飛行船「ブレイブアサギ号」に連れて行かれてしまう。フリードらは世界を旅しながらポケモンの謎を解き明かす冒険家チーム「ライジングボルテッカーズ」であり、リコと彼女の持つ不思議なペンダントを護衛する依頼を受けていた。
依頼主であるリコの母の元に向かう途中、トラブルに係り不時着したカントー地方の離島にて、謎めいたモンスターボールを持つ少年・ロイは、飛行船から転落し島内を散策していたポケモンホゲータと交流を深める。そこにリコのペンダントを狙うアメジオら「エクスプローラーズ」が急襲。ポケモンバトルで応戦する中、ペンダントが見たことのないポケモンに変化してリコたちを守る。またこれに共鳴し、ロイのモンスターボールからは黒いレックウザが空に飛び出し去って行った。そしてリコとロイは改めて「ライジングボルテッカーズ」の一員として冒険に旅立つ事となる。
冒険に旅立つことを両親に伝えたリコたちは、パルデア地方で黒いレックウザの目撃情報を探す途中、巨大なオリーヴァに出会う。オリーヴァがいにしえのモンスターボールに入る姿を見て、オリーヴァや黒いレックウザが、伝説として語られる「いにしえの冒険者」ルシアスと共に旅をした「六英雄」であることを知る。ルシアスについて詳しく知るリコの祖母ダイアナに会うため、一行はガラル地方にある古城へ向かう。
道中、エクスプローラーズの攻撃を受けたリコは記憶を失い、船に戻らなくなる。これまであまりリコたちとコミュニケーションを取らなかったドットも彼女を心配し、人気配信者ぐるみんとして配信することでリコを探し出す。ドットは、自身がぐるみんと同一人物であることを打ち明け、リコとロイを友達として接するようになる。六英雄の一体であるガラルファイアーとも出会ったリコとロイは、ダイアナのいる古城へ到着する。ルシアスが目指した場所が「ラクア」と呼ばれる楽園であることや、ペンダントから覚醒したポケモンがかつてルシアスと絆を結んだ「テラパゴス」であることが判明するが、エクスプローラーズからの襲撃を受け、ダイアナもブレイブアサギ号に乗船することになる。

### テラパゴスのかがやき
ダイアナはラクアや六英雄について語り、ルシアスが持っていたベルトをリコに託す。リコはテラパゴスをラクアに送り届けることを決意し、ライジングボルテッカーズは、黒いレックウザの目撃情報を追ってガラル地方の捜索を続ける。六英雄のラプラスを仲間にしたリコたちの前に黒いレックウザが現れ、テラパゴスは皆を守るため初めてフォルムチェンジを見せ、黒いレックウザは去っていく。ダイアナは船を降りて別行動することを決め、ライジングボルテッカーズはパルデア地方へと向かう。
その最中、ブレイブアサギ号にドットの母・ブランカが訪れる。ドットはブランカとのバトルに勝利し、それまでは「お試し期間」として船に乗っていたが、改めて乗船を続ける意思を示す。パルデア地方でエクスプローラーズが黒いレックウザを捕獲しようとするが失敗する。リコとロイは黒いレックウザとバトルし、自分たちが以前よりも成長したことを感じる。バトルの過程でブレイブアサギ号の気球部分が半壊し、パルデア地方に足止めされることになるが、フリードの勧めにより、リコ、ロイ、ドットはテラスタル修行のためオレンジアカデミーへと留学することになる。

### テラスタルデビュー
テラスタル研修を受けることになった3人は、オレンジアカデミー留学生となりテラスタルオーブを受け取る。基礎テストとしてパルデア地方各地のジムリーダーと戦うことになり、リコはカエデ、ロイはコルサ、ドットはナンジャモと戦い、それぞれテストに合格する。アカデミーに到着後、交流戦として、基礎テストでバトルしたジムリーダーとタッグを組みパルデア地方の四天王チリ、ハッサク、ポピーとバトルを行う。また同時にエクスプローラーズの幹部3人もオレンジアカデミーに潜入、リコたちの監視と共に校内のテラパゴスに関する資料を探っていた。
一方フリードは、かつて自分が所属していた会社・エクシード社で「永遠のめぐみ」と呼ばれる物質ラクリウムを確認しに行くが、ラクリウムが何者かに持ち去られていることを知る。フリードの紹介でリコたち3人はオモダカと会い、テラパゴスやエリアゼロについての話を聞く。その後3人は応用テストを受けることになり、それぞれグルーシャ、ライム、アオキと戦う。リコは一旦不合格となったものの、アカデミーを守るためにオニキスと戦う場面を見て、グルーシャはリコを合格とする。最後には研修生同士でのバトルを行い、テラスタル研修は終了する。

### レックウザ ライジング
テラスタル研修も終えて、再び六英雄を探す旅に出たライジングボルテッカーズ。六英雄の一匹であるバサギリが目撃されたと言われるキタカミの里へ向かう。てらす池を研究しているブライアやカメラマンのサザレの協力もあり、ラクアを目指すルシアスの情報を知ることになるリコたち。
ダイアナとも合流し、てらす池に向かったリコたちはかつてルシアスと共に旅をしていたリスタルという女性と出会う。そして、リコは自身がルシアスの子孫であることを知ることになる。リスタルからかつて旅したルシアスの死、そしてギベオンの裏切り、ラクアの存在を聞かされたリコはテラパゴス改め「パゴゴ」をラクアに連れて行くことを決心するのだった。
ついにラクアに到着したライジングボルテッカーズ。ラクリウムのバリアで生きながらえたルシアスと再会したパゴゴ。そこには同じくラクリウムを狙うギベオンが現れた。彼のジガルデに追いつめられるリコたちだが、実はジガルデはリコたちを試しており、リコたちの実力を認めたジガルデは無数のコアとなり散って行った。そして、パゴゴと六英雄たちの活躍によりラクリウムは完全に消滅した。ルシアスから「未来は思い通りにするものじゃなくこの先の冒険で見つけるものだ」「次の世代はリコたちに託す」と聞かされ改心したギベオンは彼と共にリスタルのいる時代へと消えていった。ところが、スピネルがすでに回収していたラクリウムの力で六英雄たちを暴走させ、ラクアを崩壊させようとする。リコたちはブレイブアサギ号を変形させた「インフィニットライジング」で脱出を試みるも、上昇気流に巻き込まれたフリードがキャプテンピカチュウを残してリザードンと共に行方不明になってしまった。
それから1年後、リコは元の学園生活に戻ったものの、ギベオンに代わってエクスプローラーズを乗っ取ると共にエクシード社の社長となったスピネルは懲りずにラクリウムを悪用しようとしていた。一方、ロイはアチゲータやタイカイデン、そしてキャプテンピカチュウや新たな仲間の色違いルカリオを連れて冒険の旅に出るのであった。

### メガボルテージ
ラクアの事件から1年後の物語。フリードの行方不明によりライジングボルテッカーズは解散し、リコは学園生活、ロイは冒険の旅、ドットはぐるみんの配信および情報収集とそれぞれの日常に戻っていた。そんなある日、ロイはラクリウムの力によって暴走している野生ポケモンと遭遇し、彼をライバル視するメガシンカ使いの少年・ウルトと共に大騒動に巻き込まれる。その頃、リコの通うセキエイ学園ではラクアを崩壊させたという悪名高い「ライジングボルテッカーズ」の噂が流れていた。不安を抱えるリコは親友のアン以外には言えずにいた。そんなリコの前に1年ぶりに会ったロイから「ラクリウムの力で暴走するポケモン」の話を聞かされたリコは「ライジングボルテッカーズの真実」を見つけるために再び旅に出る。
リコたちはかつての仲間であるモリー・マードック・オリオに出会い、「ラクリウムで悪さをしているエクスプローラーズの阻止」や「ライジングボルテッカーズの真実」を目標にしていることを話すも、仲間たちはフリードを失った辛さから立ち直れない。そんな矢先、ブレイブアサギ号に届いていた、行方不明だったフリードからの「無事だ」というメッセージを聞き、ライジングボルテッカーズを再結成。仲間たちにウルトも加わり、ブレイブアサギ号は再び大空へと飛び立つ。
リコはぐるみんの握手会でジルとコニアに出会い、行方不明となったアメジオの捜索を頼まれる。肝心のアメジオはというと祖父を失ったショックで無人島で一人暮らしていた。リコ・ジル・コニアからスピネルの陰謀を知ったアメジオには希望はなかった。そして、彼は自分にできることを探すためにジルとコニア、そしてリコに告げて去って行った。

## 登場人物
※より幅広く紹介するために、ポケットモンスター（リコロイ）の登場人物に分割するように希望されています。

### ライジングボルテッカーズ
本作の主要人物たち。フリードが率いるチーム。飛行船「ブレイブアサギ号」を拠点に世界各地を冒険しながらポケモンの謎を解き明かそうとしている。
リコの護衛をルッカから請け負っており、エクスプローラーズとは幾度なく対立する。費用は自給自足であり、様々な仕事の依頼を受けることで報酬を得ている。
ラクアに辿り着いた後、スピネルに環境破壊の汚名を着せられ、フリードの行方不明に伴い解散。その1年後、リコたちの尽力とフリードからのメッセージを聞き再結成した。

#### レギュラー
本作で冒険の旅に出る少年少女たち。
リコ
声 - 鈴木みのり / キャラクター原案 - 杉森建（ゲームフリーク）
本作の主人公である少女。パルデア地方出身。黒髪で内側は青く、前髪に緑のヘアピンを付けている。ルシアスとリスタルの玄孫。母はルッカ、父はアレックス、祖母はダイアナ。一人称は「わたし」。
内気な性格で心の中では色々なことを考えているが、それらを口に出すことは少なく、周囲からは「何を考えているか分からない」と言われている。動画配信者「ぐるみん」のファン。ぐるみんには、「ニャオハ大好きっ子」の名称で、チャットを通して交流をしていた。
他者やポケモンを思いやる優しさを持っている反面、バトルに関しては力押しや長期戦には不慣れな部分もあり、行動をためらうこともある。
セキエイ学園に入学し、ダイアナがパルデア地方にまで祝いに会いに来てくれた時に、不思議なペンダント（テラパゴスは眠った状態）を貰った。それがきっかけで、リコ自身やペンダントがエクスプローラーズに狙われ、冒険に旅立つことになった。
テラスタルを使いこなす研修として、第46話よりロイ・ドットと共にオレンジアカデミーに留学する。制服はセキエイ学園のものを着用。テラスタル研修の応用テストでは一度は不合格になったものの、グルーシャに実力を見誤っていたと諭されたことで晴れて合格になった。
ライジングボルテッカーズを解散してからセキエイ学園に戻り、1年後の第91話でロイと再会。ロイがラクリウムの影響を受けたポケモンの調査を開始したことで、ライジングボルテッカーズを再結成し、その絆を取り戻すための決意としてロイと共に再び旅立つ。
各国の日本国外名
英語：リコ (Liko)
韓国語：リコ（ハングル：리코）
手持ちポケモン
ニャオハ→ニャローテ→マスカーニャ
声 - 林原めぐみ
性別：♀ / テラスタイプ：くさ / 特性：しんりょく / 技：このは→マジカルリーフ、ひっかく→ふいうち、でんこうせっか→トリックフラワー、アクロバット
リコのパートナー。元はブリーダー・マーニャが所有、リコがセキエイ学園への入学後に学園側から新入生用のポケモンとして贈られた。気まぐれでマイペースな性格。抹茶を好む。当初はリコに懐かず気ままに行動していたが、紆余曲折を経て彼女と心を通わせるようになった。
ヤキモチ焼きな所があり、リコがパピモッチに懐いていた事に嫉妬したり、リコがテラパゴスの調査や面倒を見ていた際にはテラパゴスの捜索に協力するのを拒んだりすることもあった。しかし、リコとテラパゴスが危機的な状況に陥った時には助けようと試みていた。リコのいない時は、ミブリムやテラパゴスに手助けするなどリーダー的な役割を果たしている。
元々はねこポケモン専門の育成施設で育てられていたが、わざ「このは」が他のニャオハに比べ威力が強く、他者を不意に傷つけてしまった経験からトラウマを抱えていた。リコを怪我させた時は嫌われたと思い彼女から離れようとしたが、リコの気持ちを理解し一緒にいることを望んだ。その後、「このは」を「マジカルリーフ」へと進化させた。
第45話にて黒いレックウザとの戦いの最中にニャローテに進化した。進化後はリコに抱き着くなど甘えん坊な性格になっている。
第47話にて初めてテラスタルを使用した。第56話にて新たに「アクロバット」を覚え、第67話にて「ふいうち」を覚えた。
第88話にてジガルデとの戦いの最中にマスカーニャに進化した。マスカーニャに進化後はニャオハ時代のマイペースな性格を見せている。

ミブリム→テブリム
声 - 真堂圭
性別：♀ / テラスタイプ：エスパー / 特性：いやしのこころ / 技：いやしのはどう、ぶんまわす、ねんりき、いやしのねがい
リコが初めてゲットしたポケモン。第21話で、ガラル鉱山付近の山小屋で気を失っているところでリコたちと出会い、彼女の優しい心に共感しゲットされる。
第38話にて「いやしのはどう」を覚え、以降は治療要員として活躍する。第53話にてテブリムに進化した。
ミブリムの時はリコの服のフードの中が気に入っており、普段から隠れていた。テブリムに進化してからはサイズに合わなくなり、リコから「フードは卒業だね」と言われた。
ミブリムの時は、人間やポケモンの気持ちを読み取ることができ、悲喜の感情が強いと元気をなくし卒倒することもあった。性格上バトルには不向きであったが、テブリムに進化後、気持ちが不屈になりバトルに参戦できるようになった。第94話にてテラスタルを披露後、「いやしのねがい」を覚えた。
テラパゴス（パゴゴ）
リコの3体目のポケモン。#ルシアス関連を参照。

カルボウ
声 - 佐倉綾音
特性：もらいび / 技：ひのこ、クリアスモッグ
第57話で初登場し、第102話で再登場。勇猛果敢な性格で仲間を守るためならば必死になる。パゴゴに乗っていることが多い。スコヴィランとの事件後、自らリコにゲットされる。104話ではアメジオのソウブレイズとバトルする。

ロイ
声 - 寺崎裕香 / キャラクター原案 - 杉森建（ゲームフリーク）
本作のもう一人の主人公である少年。カントー地方の離島に住んでいる。褐色肌の黒髪で前髪は赤く、帽子を被っている。リコより身長が低い。一人称は「ぼく」。
情熱を持った熱い性格。冒険に憧れ、伝説のポケモンとの出会いを夢見ている。身体能力が非常に高い。反面、ボールを投げるのは不得手。辛いものを好み、宝探しが得意。島の長老である祖父と二人暮らしだった。両親は船乗りで、長期の船旅をしている。
かつて祖父の拾った「いにしえのモンスターボール」を持っており、そのボールから飛び出して去っていった黒いレックウザと再会することを目標としている。いにしえのモンスターボールの盗難被害に遭った経験もある。
バトルに関しては相性の悪さを物ともしないほどの力任せなバトルスタイルを得意とする。ホゲータと歌を合わせたバトルを展開する。当初は歌はバトルに勝つための道具だと思っていたが、後にホゲータと気持ちを一つにするためだと気づく。
第3話で初登場し、第4話でリコと初対面。第6話でライジングボルテッカーズに加わった。
第46話よりオレンジアカデミーに留学。テラスタル研修を受験。
ライジングボルテッカーズの解散後は1人でカロス地方に旅立ち、メガバングルと色違いのルカリオをゲットし、更にルカリオナイトを揃えてメガシンカできるようになった。1年後では帽子を外して身長も伸び、第90話の終盤でかつてのフリードを彷彿させるように空からリコの元に現れ再会した。
各国の日本国外名
英語：ロイ (Roy)
韓国語：ロドゥ（ハングル：로드）
手持ちポケモン
ホゲータ→アチゲータ
声 - 山下大輝
性別：♂ / テラスタイプ：ほのお / 特性：もうか / 技：ひのこ→かえんほうしゃ、たいあたり→ニトロチャージ、じだんだ、チャームボイス
ロイのパートナー。能天気で食いしん坊。歌うことが好き。バトルは苦手で、第4話では野生ポケモン相手にわざを失敗していたが、地道にロイと特訓を繰り返している。
元はブレイブアサギ号に居着いたポケモンの一体だったが、船から海に転落してカントー地方の離島に迷い込んだ時にロイと出会った。フリードのリザードンに憧れている。
第6話でロイにゲットされる。第10話にて「じだんだ」を覚え、第20話にてカブのマルヤクデとのバトルで「かえんほうしゃ」、第37話にて「チャームボイス」を習得、第45話にて新たに「ニトロチャージ」を覚えた。
第67話にてアチゲータに進化した。食いしん坊な性格は進化前と変わらないが、少し気弱な性格になっている。
カイデン→タイカイデン
声 - 佐倉綾音（カイデン）→畠中祐（タイカイデン）
特性：ふうりょくでんき / 技：つつく、さわぐ、スパーク、エレキボール
ロイが初めてゲットしたポケモン。通常の個体より一回り小さい。苦手なことを諦める傾向もあるが、負けず嫌いな性格。第13話では飛べなかったが、第14話ではロイの手助けによって飛行出来るようになり、ロイに同行する道を選んだ。カイデン時はホゲータの頭上に乗ることが多い。
第52話にてロイを助けるために苦手としていた強風での飛行を克服する形でタイカイデンに進化した。クールで大人びた性格になり、対立することもあったホゲータとの関係も良好になった。
黄色いルカリオ
声 - 八代拓
技：メタルクロー、インファイト、ラスターカノン
第89話のラストシーンから登場。色違いのルカリオ。ロイとは精神が繋がっており、波導で心を通わせる能力を持っている。メガルカリオにメガシンカが可能。

ドット / ぐるみん
声 - 青山吉能
マードックの姪で、ブランカの娘。髪は紫色で、普段は長い前髪で目が隠れている（1年後では左目を出している）が、本気を出すときには「スイッチ」として前髪を上げる。小柄な体格であり、身長はロイを下回る。リコやロイと同年齢。一人称は「ボク」。
口コミを中心とする情報収集やアプリの開発などが得意。しかし誤った情報を鵜呑みにしたり、視野が狭かったりすることもある。合理主義的で、当初は船内でも室外に出るのを拒み自室に籠っていたが、リコらが合流してから徐々に打ち解けていく。
もう一つの顔は「ぐるみん」として活動する人気の動画配信者。動画内ではニドリーナに似た着ぐるみを着て、普段とは対照的にハイテンションな語り口でポケモンに関する知識を解説している。当初、リコはぐるみんのファンだと勘違いしていたが、第15話で、ドットの口から自身が「ぐるみん」であることを打ち明けた。
自宅にいた時も元々引きこもり気味であったが、冒険するフリードの姿をきっかけに外の世界を知りたいと思い、ブレイブアサギ号に乗ることになった。
第46話よりオレンジアカデミーに留学する。テラスタル研修を受験。
ライジングボルテッカーズを解散してから自宅に戻り、1年後の第90話ではラクリウムの影響を受けたポケモンの調査を続けている。ぐるみんの動画配信を通してリスナーからの情報提供を募集しつつ情報をロイと共有し、後の第91話よりリコがロイと共に再び旅立ってから、互いのスマホロトムの通話画面越しで2人の旅のサポートに徹した。第98話からセルクルタウン到着後にマードック、リコ、ロイと再会しウルトと初対面を果たす。その街のムクロジで報告会を開き、これまでのエクスプローラーズの暗躍について語り出す。その後、リコ、ロイ、ウルトと共に旅立つ。
クレジット表記は第2章まではフリード - ランドウの下だったが、第3章以降からはリコ&ロイの下になった。

クワッス→ウェルカモ
声 - 浪川大輔
性別：♂ / テラスタイプ：みず / 技：みずでっぽう→アクアカッター、はたく→エアカッター、けたぐり、アクアブレイク
ドットのパートナー。第15話でクワッスをモンスターボールに入れて、相棒にした。ぐるみんの動画にも登場している。綺麗好きで頭が汚れるのを嫌がる。ランドウと一緒にいる時もある。
正式にドットの手持ちになったのは第16話からで、それ以前までは野生のポケモンだった。
第59話にてウェルカモに進化した。進化後はクールでキザな性格になった。ぐるみんの動画配信では、第68話で進化したことを披露した。
カヌチャン→ナカヌチャン
声 - 林原めぐみ
性別：♀ / テラスタイプ：はがね / 技：たたきつける、ぶんまわす、じゃれつく、メタルクロー
第39話から登場。元々は野生のポケモンだったが、ハンマー作りをしていた際にドットと出会った。性格は怖がりかつ泣き虫で、強面のポケモンを見ると泣き叫びながら逃げ出す癖がある。ドットが購入して間もないマイクを改造したハンマーがお気に入りで、持ち歩いている。
第59話でアオキのノココッチに勝利するも、ムクホークに敗北した。
第70話にて2匹のオトシドリに苦戦するウェルカモを助けるためにナカヌチャンに進化した。同じく「じゃれつく」も覚えた。
コレクレー（はこフォルム）
声 - 畠中祐
ドットの3匹目のポケモン。元々は57話で初登場し、102話で再登場してブレイブアサギ号に潜り込んでいた野生のポケモン。105話にてサーフゴーに憧れている所を、ドットがナンジャモに憧れている所と重ね、共感して加入した。

ウルト
声 - 藤原夏海 / キャラクター原案 - 阿部杏子（ゲームフリーク）
第5章「メガボルテージ」から登場。カロス地方出身。メガシンカ使いの少年で「メガ○○」が口癖。一人称は「オレ様」。八重歯が特徴。髪は緑色で身長はリコ・ロイより小柄だが、自信家でロイをライバル視している。
ロイとはカロス地方での旅で出会い、共にメガシンカの修行をしていたが、直情的で強引な性格ゆえにロイには面倒がられ、当初はたびたび置いてきぼりにされていた。負けず嫌いで正々堂々としたバトルを好む。悪人を許さない正義感も併せ持っており、反則やイカサマ、無闇にポケモンを傷つける者を嫌う。
女性への免疫があまりない模様で、リコをはじめ女性トレーナーに対しては視線をそらしたり赤面して物事をハッキリ言いづらくなる。ドットとは直接会うまで女子と気づかなかった。乗り物酔いする体質で方向音痴。
第95話で、エクシード社のテストセンターにて、エクスプローラーズの悪行を知り自ら対立を宣言。改めてリコたちの旅に同行し、第100話で自らライジングボルテッカーズに加わった。
ロイから黒いレックウザの話を聞き、ゲットすることを目標としていたが、96話で体を休めるレックウザと対面した際には「欲しいのは最強のレックウザだ」「オレ様の仲間になりたければ早く元気になれ」と告げる。
ヤミラミ
声 - 佐倉綾音
技：パワージェム、じごくづき、あやしいひかり、かげうち
ウルトのパートナー。トレーナーに似て負けず嫌いであり、パゴゴの宝石を狙ったり、アチゲータや野生のケッキングにちょっかいをかけるイタズラ好きな性格だが、キャプテンピカチュウに注意されて黙り込むなど根はナイーブの様子。メガヤミラミにメガシンカが可能。
カイリュー
声 - 田邊幸輔
技：ドラゴンダイブ、はかいこうせん
106話から登場。ダークボールに入っている。非常に高い実力の持ち主で、ストロングスフィアで強化されたポケモンを圧倒するほど。

#### その他のメンバー
リコ・ロイ・ドットと共に旅をしたライジングボルテッカーズの一員。
フリード
声 - 八代拓 / キャラクター原案 - 金子智美（ゲームフリーク）
チームリーダーである若きポケモン博士。ポケモンバトルにも強く「戦うポケモン博士」と称される。元々は企業「エクシード社」の研究員。一人称は「俺」。
ゴーグルとフライトジャケットを着用している。バトルを含めオールラウンダーで活躍。言葉をため込んで大事なことを言い忘れる癖があり、メンバーにとっては悩みの種となっており、都合の悪いときには話を誤魔化すこともある。また、後先も考えずに行動することも多い。ロイの祖父やルッカとは顔見知り。
第89話にてラクアから脱出する際、空中でリザードンからブレイブアサギ号に合流しようとするも、上昇気流に巻き込まれリザードンと共に行方不明となる。その後、100話にてブレイブアサギ号に届いていた通信メッセージより無事であったことが判明。メッセージによると、エクスプローラーズの目の届かないところに潜んでいたとの事。
キャプテンピカチュウ
声 - 大谷育江
性別：♂ / 特性：ひらいしん / 技：ボルテッカー、かげぶんしん、かみなりパンチ
フリードの相棒。ブレイブアサギ号の船長で、愛称は「キャップ」。普段は制帽をかぶっているが、バトルで本気を出す時には制帽を外す。常に強気で負けず嫌いな性格。バトルの実力も高く、アメジオのソウブレイズやスピネルのブラッキーとも互角に戦えるほど。強靭な尻尾をバネに飛び上がり、一時的に浮遊できる。
パルデア地方出身であり、野生だった頃は初対面のフリードに生意気な態度をとっていた。空への憧れから、ボルテッカーを使って先述の浮遊を自ら特訓していた。「ライジングボルテッカーズ」のチーム名はこの行動に由来する。
「かわいい」と言われるとくしゃみが止まらなくなる体質で、通称「かわいいアレルギー」。
フリードが行方不明になった後は、彼が残したゴーグルをたすき掛けし、ロイと共に行動している。
リザードン
声 - 三宅健太
テラスタイプ：あく / 技：かえんほうしゃ、ドラゴンクロー、テラバースト、エアスラッシュ
主に移動用または対戦用としてのパートナー。バトルでも活躍する。あくテラスタイプにテラスタルする。
第89話にてフリードと共に行方不明となってしまったが、100話にて無事だったことが判明した。

オリオ
声 - 佐倉綾音
職人気質の女性メンバー。フリードの幼馴染で、カントー地方出身の元整備士。一人称は「あたし」。「ブレイブアサギ号」の設計者。かつてホウエン地方の造船所に勤務していたが、フリードから釣り船を飛行船にする改造依頼を受け、転身して合流した。物損や事故時には船の修理を行う。機械に強い一方で編み物が苦手。
ライジングボルテッカーズ解散後は、ガラル地方のカーナのモンスターボール製作工場で働いていた。フリードがいなくなったことを誰よりも惜しんでおり、99話でリコたちが来訪した際は、「ブレイブアサギ号は二度と飛ばさず解体するつもり」と語ったが、船内のメンテナンスは欠かさず行っていた。100話ではフリードの無事を知り、再びブレイブアサギ号で旅立つ決意を固める。
メタグロス
声 - 三宅健太
技：メタルクロー
オリオのパートナー。ライジングボルテッカーズを結成する前はメタングだった。オリオの作業の手伝いや移動要員、対戦用として活躍している。
エレキッド
声 - 堀江瞬
オリオの手伝いをしている。大体はオリオに抱かれていることが多い。

マードック
声 - 三宅健太
大柄の男性で料理が得意。心優しき性格で、作った料理を人やポケモンに喜んでもらえることが何よりの幸せとしている。ドットの伯父で、ブランカの兄。一人称は「俺」。
元パティシエであり、友人のミッチェルと共にケーキ屋を立ち上げて働いていた経験がある。
第3章ではブレイブアサギ号の修理資金調達のため、パルデア地方のジムリーダー・カエデのパティスリー「ムクロジ」でパティシエとして働いた。
ラクアから帰還後、ミーティングの場で断腸の思いながらライジングボルテッカーズの解散を宣言。その後はカエデの「ムクロジ」で働いていたが、1年後の第98話でリコ、ロイ、ドットと再会し、ウルトとも初対面を果たす。彼らからエクスプローラーズの暗躍を聞きつつも心配な顔を表してしまい、カエデの提案でリコとカエデのポケモンバトルを見届けた。その後、彼らにオリオの居場所を教え別れを告げた。100話にて再びブレイブアサギ号で旅立つ決意を固める。
イワンコ→ルガルガン（まひるのすがた）
声 - 古都利咲希（イワンコ）→畠中祐（ルガルガン）
技：がんせきふうじ
マードックのパートナー。嗅覚が優れており、捜索を手伝うこともある。第98話ではルガルガンに進化していたが、マードックの試作スイーツの食べ過ぎで通常よりも肥満体型となっていた。100話で再結集した際には痩せた体型に戻った。
マホイップ（ルビーミックス）
声 - 真堂圭
性別：♀ / 技：とける、デコレーション
マードックが作る料理の手伝いをしている。マードックがパティシエをしていた頃はマホミルだったが、手違いから起因して進化し、マードックはそれを喜んだ。

モリー
声 - 真堂圭
女性メンバーでポケモン・人間を問わず治療のスペシャリスト。クールな性格で表情があまり変わらない。一人称は「私」。
以前はポケモンセンターで働いていたが、本人曰く「（傷ついているポケモンを）待っているのは性に合わない」という理由で辞めている。船上での定期検診も行っている。
ライジングボルテッカーズ加入当時は素直な性格だったが、2日先輩のソーダヨに散々振り回されたため、今も彼をうっとおしがっている。
解散後は母と共にポケモンセンターで働いていたが、1年後の第94話でリコ・ロイと再会。ライジングボルテッカーズの悪名が広がっていることもあり二人に忠告したが、ラクリウムの影響を受けたラフレシアを解決した2人の成長を見て、「ライジングボルテッカーズの真実を掴み取れたら、また船に乗せてよ」と2人に約束を交わして別れを告げた。100話にて母の後押しもあり、再びブレイブアサギ号で旅立つ決意を固める。
ラッキー
性別：♀ / 技：はたく、タマゴうみ、いやしのはどう、たいあたり
モリーのパートナー。主に治療や荷物運びのアシスタントを務めている。回復わざの「いやしのはどう」を使う様子をミブリムが見て覚えた。普通のラッキーより力が強い。
イッカネズミ（4ひきかぞく）
声 - 緒方佑奈
技：おかたづけ、このゆびとまれ
元々はライジングボルテッカーズに救われ、ブレイブアサギ号に居座っていた野生ポケモンだったが、第94話にて解散後もモリーと行動を共にしていた。

ランドウ / マイティG
声 - 塾一久
釣り人のような風貌で髭を貯えている。アサギシティ出身。寡黙で謎の多い老人で、単独でいることが多い。人生訓やダジャレを言う。フリードを除いて、ライジングボルテッカーズの最初のメンバー。ブレイブアサギ号の基になった釣り船の持ち主であり、海上ではフリードに代わって舵を取ることもある。一人称は「ワシ」。
メンバーからは「じっちゃん」と呼ばれている。また、第12話まで手持ちポケモンを使用しておらず、モリーからも「初めて知った」と言われていた。
解散後、通信機器を所持していないため仲間と連絡をとれていなかったが、100話にて再結成の気配を感じ、いつの間にか姿を現していた。
マイティG
海を守るヒーロー。「マイティチェンジ」と称したその時の姿は筋骨隆々で、渋めの顔つきにサングラスをかけている。その正体はリコやロイ、ライジングボルテッカーズをはじめ誰からも知られていない。体力的に「マイティチェンジは3分が限界」とのこと。第105話にて、嵐をさまよっていたアメジオを救出。服を乾かし、共にカレーを味わった。
ギンジロウ
声 - 田邊幸輔
ランドウの若かりし姿。「VSサメハダーシリーズ」の人気俳優だった。その当時はマイティGと同様の筋骨隆々で顎髭は生えてなかった。
ヌオー
声 - 三宅健太
技：あまごい、なみのり、ハイドロポンプ、みずでっぽう
ランドウのパートナー。ダイブボールに入っている。かつては「VSサメハダー」の「なみのり」によるアシスタント役だった。
サメハダー
特性：さめはだ / 技：アクアジェット、うずしお
マイティGとしてのパートナー。ダイブボールに入っている。かつては「VSサメハダー」の悪役だった。

### オレンジアカデミー
ゲーム『ポケットモンスター スカーレット・バイオレット』からの登場人物。
ネモ
声 - 喜多村英梨
チャンピオンランクのトレーナー。リコの憧れ。オレンジアカデミーの生徒会長。
ポケモンバトルが大好きでたびたび勝負を持ちかけるが、邪魔が入って果たせないことも多い。
担当声優である喜多村は、音響監督に「まじでうざったいくらいのキャラクターで」念押しで言われたことから、ロイと対比しても猛々しい感じやバトルに飢えている感じを視聴者に印象付けしていくことを意識して演技したと公式インタビューで語っている。
パモット→パーモット
声 - 真堂圭
テラスタイプ：かくとう / 技：スパーク、でんこうせっか、あなをほる、でんこうそうげき、ほうでん、マッハパンチ、きあいパンチ
ネモのパートナー。普段はボールから出している。
第46話ではパーモットに進化していた。
アブリボン
技：かふんだんご、ひかりのかべ、ねばねばネット、エナジーボール
ネモのダブルバトル用ポケモン。

クラベル
声 - 大場真人
オレンジアカデミーの校長。エクスプローラーズからアカデミーを守ったリコに感謝の言葉を述べた。
101話ではライジングボルテッカーズとエクスプローラーズの真実を知る存在として、オレンジアカデミーに来訪したリコたちと再会。
オモダカ
声 - 小林沙苗
オレンジアカデミーの理事長。リコたちをエリアゼロに行かせる条件として、自身とのバトルの勝利を持ちかけた。
キラフロル
声 - 斎賀みつき
テラスタイプ：いわ / 特性：どくげしょう / 技：マジカルシャイン、ニードルガード、テラバースト
オモダカのパートナー。
キラーメ（2匹）
技：ロックカット、パワージェム、ベノムショック、おきみやげ
オモダカのポケモン。キラフロルと共に登場。
ジニア
声 - 畠中祐
オレンジアカデミーの化学教師。
101話で再会したリコたちから、ラクリウムのポケモンへの作用に関心を持つ。
キハダ
声 - 松井恵理子
オレンジアカデミーの体育教師。
ハリテヤマ
キハダのパートナー。不審者を捕まえたり一緒に審判をしたりする。
レホール
声 - 本田貴子
オレンジアカデミーの歴史教師。
ゾロアーク
レホールのパートナー。よく他のポケモンに化ける。
ボタン
声 - 広橋涼
オレンジアカデミーの生徒。ポケモンリーグのエンジニアであり、校内システムのメンテナンスも担当している。エクスプローラーズの暗躍を探る一件でドットと協力し、後に彼女と友人関係になる。
ニンフィア
性別：♀ / テラスタイプ：フェアリー / 特性：メロメロボディ / 技：ムーンフォース
ボタンのパートナー。
ブースター
声 - 志田有彩
技：かえんほうしゃ、スピードスター
ボタンのポケモン。いずれもドットとのバトルで使用。

### キタカミの里
ゲーム『ポケットモンスター スカーレット・バイオレット ゼロの秘宝』からの登場人物。
ゼイユ
声 - 福圓美里
ブルーベリー学園の生徒。キタカミの里出身。よそ者に冷たいが負けず嫌い。キタカミ祭りにてフリードに射的・型抜き・ポケモンバトルなど様々な勝負を仕掛けるも連敗。
ヤバソチャ
声 - 緒方佑奈
技：シャカシャカほう
ゼイユのポケモン。
ブライア
声 - 嶋村侑
ブルーベリー学園の教師。キタカミの里を調査中。「スカーレットブック」の著者・ヘザーは彼女の祖先。リコたちと共にエリアゼロを探索。ウガツホムラや黒いレックウザを目の当たりにする。
サザレ
声 - 高野麻里佳
シンオウ地方出身のカメラ好きの女性。キタカミの里に滞在中。ヒスイガーディを目撃したドットと勝負し、バサギリの件でブレイブアサギ号に案内される。
ガーディ（ヒスイのすがた）
声 - 光部樹
技：ひのこ
サザレのパートナー。
リーフィア
声 - 緒方佑奈
技：はっぱカッター、リーフブレード、つるぎのまい、でんこうせっか
サザレのポケモン。

### エクスプローラーズ
今作における敵対組織。リコのペンダント=テラパゴス、黒いレックウザの確保を狙っている。
劇中ではアメジオたちがスイッチ一つで平服から制服に瞬時に変身したり、移動の足として独自の潜水艦や輸送用ヘリコプターを使用する一方でポケモンも同様に使用するという、高度な技術とポケモンの運用法を併用している。バトルにおいてもリコたちを追いつめるほどの実力を持っている。正体を隠すために変装することもあるが、リコたちに見破られることもある。
最初に結成したのはルシアス・リスタル・ギベオンであり、「探究する者たち」の意味がある。
第87話でギベオンがスピネルを通してラクリウムのコアを取り出すのを企て、それを阻止するためにアメジオ・ジル・コニアはリコたちと協力しエクスプローラーズを離反する。
1年後ではスピネルが組織のトップとなり、表向きはライジングボルテッカーズからクムリ山の環境保護を行ったとして、ヒーローのような扱いを受けている。
アメジオ
声 - 堀江瞬
エクスプローラーズのメンバーで初めてリコとロイの前に姿を現した少年。ツートンカラーの髪色が特徴。エクスプローラーズのボスであるギベオンの孫で、父であるクレイブに反感を抱いている。普段は冷静な性格だが、フリードの挑発に感情的になる一面もある。部下からは慕われているが、他の幹部メンバーからの信頼は薄い。
黒いレックウザを自らの手で手に入れたいという野心があり、組織での黒いレックウザ捕獲作戦には参加せず単独行動し、利害の一致からフリードとバトルで共闘した。また、諦めかけるリコに助言するなど、根っからの悪人でもないとリコから言われている。
第34話にて、ハンベルからテラスタルオーブを貰った。第65話ではスピネルの罠に嵌り、リコを助けた様子を他のメンバーの前で暴露され、裏切り者として糾弾される。第68話ではすべての任務を外されたことからジルとコニアに自分から離れるように告げるも、二人に説得されて「今の自分たちに何ができるか」と考えを改める。
第78話にて企業「エクシード社」の社長、クレイブの息子であることが明かされた。母は幼少時代に交通事故で亡くなっている。第87話にてギベオンの野望を阻止すべくエクスプローラーズを離反しリコたちと共闘する。第92話ではギベオンとの戦いで行方不明になったことがハンベルの説明にて明らかになった。104話にて祖父を失ったショックでとある無人島（幼少期にソウブレイズ進化前のカルボウと出会った島）に一人で暮らしていることが判明した。髪が伸び服もほころびていた。リコやジル&コニアに事情を知り自分のやるべきことを探すと告げ、ジルからジガルデキューブを託される。
ソウブレイズ
声 - 佐倉綾音（カルボウ時）→田邊幸輔（ソウブレイズに進化後）
テラスタイプ：ゴースト / 特性：くだけるよろい / 技：むねんのつるぎ、サイコカッター、ゴーストダイブ、つじぎり→シャドークロー
アメジオのパートナー。両腕の炎の大剣で敵と戦う。第45話でゴーストテラスタイプにテラスタルした。幼い頃はカルボウだった。第92話でアメジオが行方を眩ましてから手掛かりを探すために、第104話でアメジオの家に飾ってある自信の進化前のカルボウとして写っていた写真がヒントになった。
アーマーガア
技：ぼうふう、エアスラッシュ
移動手段として使用。

ジル
声 - 田邊幸輔
アメジオの部下。無骨な性格で力持ち。アメジオには忠誠を誓っており、ギベオンに決別された後でも「諦めないでください。仲間じゃないですか」と申し出る。第87話にてエクスプローラーズを離反しリコたちに協力する。
ぐるみんの大ファン。ぐるみん&ナンジャモのコラボイベントで整理券を紛失し、リコたちの協力を経て整理券奪還に成功。後にぐるみんの正体を知るが、ファンである事は継続。リコにアメジオ捜索を依頼する。エクスプローラーズに入社した日にアメジオをガキ呼ばわりし手名付けて出世を目論んでいたが、アメジオの冷静かつ正確な判断と鍛錬を怠らないストイックさを目の当たりにしたことで忠誠を誓った。アメジオと再会後、ジガルデキューブを彼に託し本部に戻る。
サイドン
声 - 三宅健太
技：ロックブラスト、メガホーン、すなあらし、いわなだれ
ジルのパートナー。巨体とは裏腹に素早い動きを得意とする。ぐるみんをポケモンと勘違いし好意を抱いており、のちにぐるみんの正体を知った際には落ち込んでいた。
エアームド
技：ふきとばし
移動手段として使用。

コニア
声 - 志田有彩
アメジオの部下。かわいいポケモンに目がなく、リコから奪ったニャオハを気に入っていた。ジルと同じく、アメジオに「アメジオ様について行くと誓いました」と申し出る。第87話にてエクスプローラーズを離反しリコたちに協力する。
第103話のコラボイベントでジルやリコ達と共に整理券を探し、イベント後リコにアメジオ捜索を依頼。実はグルーシャのファン。ジル同様、エクスプローラーズに入社した日にアメジオをガキ呼ばわりし手名付けて出世を目論んでいたが、アメジオの冷静かつ正確な判断と鍛錬を怠らないストイックさを目の当たりにしたことで忠誠を誓った。
ゴルダック
声 - 山下大輝
技：ひっかく、みずのはどう、だくりゅう
コニアのパートナー。敏感肌のため海水に入ることができない。
エアームド
技：ふきとばし
移動手段として使用。

ハンベル
声 - 近藤浩徳
エクスプローラーズの報告係。執事のような風貌の老紳士。普段は細目だが、前髪で隠れた左目はうっすら開けることがある。かつてダイアナとは友人だった。バトルの実力も高く、その気になればアメジオであろうと容赦しない。アメジオたちの除隊後も彼等の味方をしてくれる。冒険者として己の道をさまよっていたところをギベオンに導いてもらった過去がある。第92話にて、行方不明となったアメジオの捜索をジルとコニアに依頼する。104話でアメジオが無事だと知ると涙していた。
ヨノワール
声 - 光部樹
テラスタイプ：ゴースト / 技：シャドーボール、シャドーパンチ
ハンベルのパートナー。基本ボールに入っておらず、影に潜り込んでいることが多い。アメジオのソウブレイズを物ともしないほどの実力の持ち主。ゴーストテラスタイプにテラスタルする。若い頃はサマヨールで、ハンベルと共にさまよっていたところをギベオンからもらったれいかいのぬので進化させてもらった。

ギベオン
声 - 速水奨
エクスプローラーズのボスで、アメジオの祖父。当初は声のみの登場だったが、第45話にて白髪の男性であることが判明した。第65話ではリコを助けたアメジオに失望し、「お前の顔など二度と見たくない」と言い放つ。
第74話にて100年前にルシアスとリスタルとともにエクスプローラーズを結成し、共に旅をした仲間であったこと、また企業「エクシード社」の会長であることも明かされた。かつてはルシアスやリスタルと共にラクアを目指していたが、そのエネルギー源である結晶のラクリウムを狙うジガルデの裏切りとラクリウムの抑えきれない暴走により地割れから転落。瀕死の重傷を負ったもののラクリウムの力により一命を取り留める。その後わずかなラクリウムのサンプルを持って崩壊したラクアを脱出、世界中のポケモンの未来のためにエクシード社を設立。ラクリウムで自身を延命させると共に、その研究を続けていた。
第87話でラクリウムのコアを取り出すためアメジオ以外の部下たちに指示を出し、それを止めさせるためにリコ・ロイ・ドット・アメジオと対峙する。第89話でパゴゴと六英雄たちによってラクアにあるラクリウムが消えたことで、ルシアスの説得により彼と共にこの世から消え去っていった。
ジガルデ（10%フォルム）
技：グランドフォース、コアパニッシャー、サウザンアロー、サウザンウェーブ
ギベオンのパートナー。色違いの個体。かつては50%フォルムだったが、ラクリウムの結晶の暴走を防ぐためにジガルデ・コアを分裂させて10%フォルムになった。第87話にて本来の姿に戻ったものの、ルシアスを通してセルとなった状態でリコたちおよびエクスプローラーズの行動を監視していた。

スピネル
声 - 古川慎
エクスプローラーズの幹部。敬語で話す。綿密に作戦やトラップを仕掛けて任務遂行する策略家で、遠隔指示でのバトルも得意とする。一度はペンダントを奪い取ることに成功するも、ドットやクワッス、オリーヴァの活躍によって失敗に終わった。
アメジオに対して、何かと邪魔したり手柄を横取りしたりしている。
ギベオン消滅後、自分がラクアの占拠を名乗り出て、1年後、エクスプローラーズを乗っ取ると共にエクシード社の社長に就任。また、ライジングボルテッカーズに環境破壊の濡れ衣を着せる。
担当声優である古川は、自分で思い描く作戦図や道筋に対してインカムを通してポケモンに指示出しをする「指揮者」のようなイメージで演じたと公式インタビューで語っている。音響監督とも相談しながら、ちょっとサディスティックな雰囲気を意識したという。
ブラッキー
声 - 真堂圭
技：バークアウト、リフレクター、でんこうせっか、イカサマ
スピネルのパートナー。リコたちのポケモン3体を1体で圧倒するほどの実力を持っている。スピネルに非常に忠実だが、撤退を促すこともある。
オーベム
特性：テレパシー / 技：サイコキネシス、あくのはどう、メテオビーム、10まんボルト、スキルスワップ
スピネルのポケモン。サイコパワーで記憶を操り、一時的にリコとニャオハ、スマホロトムの記憶を操作した。
レアコイル→ジバコイル
技：でんじほう、エレキボール
スピネルのポケモン。周囲の機器や通信に影響を及ぼす妨害電波を流す。第87話ではジバコイルに進化しており、電波でラクリウムを掘り起こそうとしていた。

サンゴ
声 - 大谷育江
エクスプローラーズの幹部。ピンク色のツインテール髪の少女。一人称は「サンゴ」。直情的な毒舌家で、気に入らない相手には逆上してゴリ押しの戦法を使う。ギャル語で話し「オニ〇〇！」が口癖。黒いレックウザ捕獲計画をうっかり話してしまうほど口が軽い。「海のディグダまん」など限定スイーツが好物で、料理は不器用。
オレンジアカデミーではリコたちの監視およびテラパゴスの情報奪取のため、留学生「サンドウィッチ」に偽装し、オニキス・アゲートと共に潜入した。
ギベオンが消滅した1年後もオニキス・アゲートと共にスピネルのもとに就き、エクシード社のデモンストレーションバトルではアイドル視されている。
オニゴーリ
声 - 光部樹
技：ふぶき、じばく、かみくだく→ぜったいれいど、アイススピナー
サンゴのパートナー。戦闘用及びサンゴを上に乗せて移動する。
サケブシッポ（オニプリン）
声 - 佐倉綾音
テラスタイプ：フェアリー / 技：かみくだく、ハイパーボイス、ばくおんぱ、じゃれつく
第80話から登場。エリアゼロにて偶然サンゴにゲットされる。大声が特徴で、何かとサンゴと張り合ったり、泣き虫なところもある。パラドックスポケモンである事を知らないサンゴからはプリンの一個体として「オニプリン」と呼ばれる。

オニキス
声 - 小野寺悠貴
エクスプローラーズの幹部。赤髪で猫背の大男。任務を忠実に遂行しようとする真面目な性格で、軽率なサンゴをたしなめることもしばしば。勝利より味方を守る、仲間思いな一面もある。一方で、挑発されたり舐められたりすると容赦ない一面も見せる。ジルから「オニキス様」と呼ばれている。
オレンジアカデミーでは留学生「オニギリ」に偽装して潜入。以前はリコを「お嬢さん」と呼んでいたが、第66話ではバトルの後にリコの名を呼び、自身の本当の名を口にした。
キョジオーン
声 - 八代拓
テラスタイプ：いわ / 技：しおづけ、ワイドガード、ストーンエッジ、てっぺき、じこさいせい
オニキスのパートナー。「しおづけ」で相手の動きを封じる。
プテラ
オニキスのポケモン。移動用に使っている。

アゲート
声 - 舞羽美海
エクスプローラーズの幹部。褐色肌の女性。常に冷静な頭脳派。クラッキングなどの諜報活動に長け、作戦では裏方に回ることが多い。
オレンジアカデミーでは職員「アゲパン」に偽装し、サンゴ、オニキスに先駆けて潜入していた。生徒からは「アゲセン」と呼ばれていたが、その名を気に入っていない。
チャーレム
声 - 志田有彩
技：サイケこうせん、しねんのずつき、ねんりき、めいそう、アシストパワー
アゲートのパートナー。戦闘用に使用。
ネイティオ
技：テレポート
アゲートのポケモン。移動用に使っている。

ルーベラ
声 - 由野ロビン
エクスプローラーズの女性。インディと共に、カーナの工場で量産を依頼したストロングスフィアの回収に来る。それを阻止するリコたちの名前を聞いて「悪党」と挑発する。
ケンタロス（パルデアのすがた・ブレイズしゅ）
性別：♂ / 技：レイジングブル
ルーベラのポケモン。最初からストロングスフィアを受けるが、本能のままに暴れていたため連携が取れず敗北する。
ヒヒダルマ
技：ほのおのパンチ
106話から登場。ケンタロス同様、本能のままに暴れていた。

インディ
声 - 寺島惇太
エクスプローラーズの男性。リコたちの素性を知ると、有無を言わさずストロングスフィアを使ってくる。
ケンタロス（パルデアのすがた・ウォーターしゅ）
性別：♂ / 技：レイジングブル
インディのポケモン。最初からストロングスフィアを受けるが、本能のままに暴れていたため連携が取れず敗北する。
ヒヒダルマ（ガラルのすがた）
声 - 三宅健太
技：つららばり
106話から登場。ケンタロス同様、本能のままに暴れていた。

### ジムリーダー
ここでは本シリーズで初登場となるジムリーダーを表記する。

#### パルデア地方
ゲーム『ポケットモンスター スカーレット・バイオレット』からの登場人物。
コルサ
声 - 中井和哉
ボウルタウンのジムリーダー。
芸術家でもある。黒いレックウザが現れたことによりスランプに陥っていた。初戦でロイに勝利し、テラスタル研修の基礎テストの再戦で敗北する。交流戦でロイとタッグを組み、ハッサクとバトルするも敗退する。その際、彼を「ロイギャルド」と呼ぶ。
担当声優である中井は、第48話のロイとのバトルのシーンはロイとの再会を嬉しく思い、バトルすることで新たな気づきが生まれることを期待していたのではと考えて演じていたが、あくまでロイを指導する人間という立場を見失わないようにとディレクションを受けたという。また、リコたちにハッサクを紹介するセリフではハッサクと話せた嬉しさを出しすぎたあまり、「あなたが嬉しいのはいいから、リコたちに説明してあげてください」と言われたといい、何でも熱くなるのではなく、抑えるところは抑えるよう現場の音響監督と調整しながら収録したと公式インタビューで語っている。
オリーニョ
声 - 志田有彩
技：タネばくだん、てだすけ、くさむすび、エナジーボール
コルサのパートナーで、普段はボールから出している。驚いた時やご機嫌な時にオイルを出す。
ウソッキー
声 - 光部樹
テラスタイプ：くさ / 技：いわおとし→ストーンエッジ、みがわり、ちょうはつ、くさわけ
ジム戦でのパートナー。

ナンジャモ
声 - 本渡楓
ハッコウシティのジムリーダー。
ぐるみん（ドット）とは動画配信者仲間で「ナンジャモ姉さん」と呼ばれている。ドットを「生ぐるみん氏」（公の場では「ドット氏」）、リコを「ニャオハ大好きっ子氏」と呼んでいる。ドットとはテラスタル研修の基礎テストで対戦し、ナンジャモが辛勝した。交流戦でドットと組み、ポピーとバトルし勝利する。
ライジングボルテッカーズにブレイブアサギ号を修理するためのドックを紹介した。
ハラバリー
声 - 林原めぐみ
テラスタイプ：でんき / 特性：でんきにかえる / 技：スパーク→でんじほう、ほうでん、なまける、リフレクター
ナンジャモのパートナー。

カエデ
声 - 三石琴乃
セルクルジムのジムリーダー。
パティスリー「ムクロジ」の店主を務めるパティシエールでもある。普段は柔和だが、ケーキ作りを投げ出すサンゴには厳しい口調で圧をかけた。マードックをアルバイトとして雇用した。リコのテラスタル研修の基礎テストの担当。交流戦でリコと組み、チリに敗北。1年後の第98話では自身のリングマとリコのパゴゴを指名しポケモンバトルを申し込み、敗北。
ヒメグマ→リングマ（クマちゃん）
声 - 真堂圭（ヒメグマ）→八代拓（リングマ）
テラスタイプ：むし / 技：あまえる、きりさく、あまいかおり、れんぞくぎり、10まんばりき、アームハンマー
カエデのパートナー。第98話でリングマに進化。
エクスレッグ
特性：むしのしらせ / 技：じごくづき、とびかかる、むしのていこう、とびはねる
カエデの交流戦用ポケモン。

ライム
声 - 斉藤貴美子
フリッジタウンのジムリーダー。人気のラッパーでもあり、第52話でロイの前に現れ、ラップと共に「この世ならざるもの」のことについて話した。リリックを聴いたロイは憧れを示したが、この時は素性を明かさず去って行った。第61話でジムリーダーとして再登場、ロイの応用テストを担当する。1度目は2VS2のバトルで勝利、ロイのホゲータがテラスタル化することなく負けたことで、ロイに不合格を言い渡した。2度目はロイが「すごいとっくん」を積んだことで1VS1でロイのホゲータと自身のストリンダーの再戦を挑まれ、両者お互いのポケモンたちをテラスタル化してストリンダーが敗北し、ロイに合格を言い渡した。
ハカドッグ
声 - 三宅健太
技：ゴーストダイブ、かみくだく、こわいかお
ライムのパートナー。第52話で登場。森に反響したうなり声とは裏腹にフレンドリーな性格。
ストリンダー（ローなすがた）
声 - 八代拓
テラスタイプ：ゴースト / 特性：パンクロック / 技：オーバードライブ、ばくおんぱ、たたりめ、ベノムショック
ライムの応用テスト用ポケモン。

リップ
声 - 永井真里子
ベイクタウンのジムリーダー。交流戦ではオニギリ（オニキス）と組むも彼のキョジオーンが倒されたことにより敗退する。

ハイダイ
声 - 間宮康弘
カラフシティのジムリーダー。交流戦ではサンドウィッチ（サンゴ）と組むも、彼女のオニゴーリの「じばく」によりルール上敗退する。

グルーシャ
声 - 小林千晃
ナッペ山ジムのジムリーダー。元スノーボーダーだったが怪我で引退。リコの応用テストを担当。「結果が全て」と語る現実主義者。第63話ではリコに勝利し、不合格を言い渡した。のちの第66話では、オレンジアカデミー内でリコとオニキスとのポケモンバトルを見かけ、特にリコのニャローテのテラスタル化でオニキスのキョジオーンを倒したことに感化され、「先の応用バトルを見誤った」と思い直しリコに合格を言い渡した。
ハルクジラ
声 - 八代拓
技：つららばり、アイススピナー、アクアブレイク
チルタリス
声 - 大谷育江
テラスタイプ：こおり / 技：ムーンフォース、れいとうビーム、つつく

#### ガラル地方
カブ
声 - 東地宏樹
エンジンシティのジムリーダー。ゲーム『ポケットモンスター ソード・シールド』からの登場人物。ジム戦の最中にバトルを放棄するリコに対し「優しさだけがバトルじゃない」「勝つことだけがトレーナーの道とは限らない」と未熟さを見透かしていた。トレーニング中に黒いレックウザを偶然目撃し、その行き先をリコとロイに伝えた。
担当声優である東地は最初は溌剌としたサッカー選手のようなイメージでテストに臨んだが、「ポケモントレーナーとして実力者であるから、ニュアンスとして快活としているよりは落ち着いた感じで」というディレクションもあり、細かく調整しながらカブを作っていったと公式インタビューで語っている。
マルヤクデ
特性：もらいび / 技：かえんぐるま、むしくい、かえんほうしゃ
カブのパートナー。
ヒトモシ（20匹）
声 - 志田有彩、緒方佑奈
トレーニングの際に登場。

### パルデア四天王
ゲーム『ポケットモンスター スカーレット・バイオレット』からの登場人物。
チリ
声 - 斎賀みつき
パルデア四天王の一人。じめんタイプの使い手。交流戦でオニギリ（オニキス）・リップに勝利する。
ドオー
声 - 八代拓
テラスタイプ：じめん / 技：ヘドロウェーブ、どくづき、マッドショット、だいちのちから
ダグトリオ
技：あなをほる、いわなだれ

ポピー
声 - 高岸美里亜
パルデア四天王の一人。はがねタイプの使い手。交流戦でドットとナンジャモと勝負し、敗北する。
ダイオウドウ（ダイオウちゃん）
声 - 八代拓
技：すなあらし、いわなだれ
デカヌチャン（デカヌちゃん）
性別：♀ / 技：デカハンマー、かわらわり、いわくだき

アオキ
声 - 鳥海浩輔
パルデア四天王の一人で、チャンプルジムのジムリーダーでもある。ノーマル・ひこうタイプの使い手。交流戦でサンドウィッチ（サンゴ）・ハイダイと勝負するも、相手が「じばく」を使用したために勝利する。
第18話での後ろ姿のみの回想シーンが初登場となっている。
第59話ではドットの応用テストを担当。2VS2のバトルでドットのポケモンたちは負けたものの、テストの最中にクワッスがウェルカモに進化したことや、ウェルカモのテラスタル化と技の組み合わせを評価し、ドットに合格を言い渡した。
ノココッチ（ふたふしフォルム）
技：へびにらみ、ばくおんぱ、ハイパードリル
ムクホーク
テラスタイプ：ノーマル / 技：つばさでうつ、ぼうふう、エアスラッシュ、からげんき

ハッサク
声 - 置鮎龍太郎
パルデア四天王の一人で、オレンジアカデミーの美術教師でもある。ドラゴンタイプの使い手。交流戦でロイ・コルサと勝負し、勝利する。
セグレイブ
特性：ねつこうかん / 技：こおりのつぶて、きょけんとつげき、まもる、ふぶき
ハッサクのパートナー。
アップリュー
技：アシッドボム、Gのちから、たつまき、まもる

### 主要人物の親族
アレックス
声 - 川島得愛
リコの父。画家兼絵本作家。心配性で常にリコを気にかけている。コーヒーが好き。義母ダイアナから聞いた伝説を元に作った絵本は、ロイも幼少期に読んでいた。
コルサとは顔見知りであり、オレンジアカデミーのハッサクとも旧知の仲で、ボウルタウンの芸術祭にも参加している。
パピモッチ
声 - 緒方佑奈
アレックスのパートナー。

ルッカ
声 - 桑島法子
リコの母で、ダイアナの娘。ルシアスとリスタルの曾孫。学校の先生であり、フリードは元教え子。かつて研究員だったフリードとの再会後、彼にピカチュウを紹介した。

ダイアナ
声 - 吉沢希梨、緒方佑奈（幼少期）
リコの母方の祖母。ルシアスとリスタルの孫。冒険家。常に快活で行動的な反面、せっかちな一面もある。リコにペンダントを渡した。廃墟同然となった古城を隠れ家として野生ポケモンたちと共に暮らしていた。第24話から登場、リコらと対面した。当初ニャオハは警戒した態度を示し、ダイアナを攻撃していた。
幼少期、ペンダントと共にルシアスの手記とみられる書物を見つけ、そこに書かれた伝説の存在を長年追い求めていたが、自身の力で見つけることが出来なかった。
第25話にてエクスプローラーズに古城が襲撃され、ブレイブアサギ号に同乗する。ルシアスの六英雄やテラパゴスの詳細をリコたちに伝え、第34話でブレイブアサギ号を降り再び冒険に旅立ち、第74話でリコたちと合流したが、第75話の終盤にて再び冒険に旅立った。
ウインディ
声 - 三宅健太
特性：せいぎのこころ / 技：かえんほうしゃ、しんそく、にほんばれ、フレアドライブ
ダイアナのパートナー。冒険出立時は、ガーディだった。跳躍力がある。
イキリンコ（イエローフェザー）
声 - 光部樹
ダイアナのポケモン。人間の言葉を真似る事ができ、伝達役として活躍。フリードがルッカの元を訪ねた際に、世界中を冒険しているダイアナの居場所（ガラルの古城）を伝える。リコとフリードたちがガラル到着後に合流し、以降ダイアナに同行する。

レイラ
ルシアスとリスタルの娘。ダイアナの母でリコの曾祖母。
第24話では回想および声のみの登場だが、第74話に赤子時代の彼女が母リスタルと共にてらす池を通じて現代にやってきて娘そして曾孫と邂逅する。

ロイの祖父
声 - 浦山迅
ロイの父方の祖父。カントー地方の離島に住む島の長老。ロイが旅立つ前までは2人暮らしだった。フリードとは顔見知りでもあって、自身の頑固な性格が故にフリードからは苦手意識を持たされている。数十年前に黒いレックウザの入ったいにしえのモンスターボールを拾い、現在はロイに譲渡した。

ロイの両親
声 - 小林親弘（父親） / 田澤茉純（母親）
第62話にロイの回想話から登場。ロイの父親は祖父の息子に当たる。職業は船乗り。現在は夫婦共に長期の船旅をしている。

ブランカ
声 - くまいもとこ
ドットの母で、マードックの妹。ドットと同様の髪型をしている。おしゃべりで涙もろい肝っ玉母ちゃん。ハイテンションな所は「ぐるみん」に類似しているが、本人は娘のぐるみんとしての顔を知らなかった。

ルガルガン（まよなかのすがた）
技：カウンター、いわおとし
ブランカのパートナー。ブランカとは正反対に冷静な性格。

モリーの母
声 - 藤村知可
モリーの母でポケモンセンターで働いている。髪型はモリーに似ており、ジョーイがそのまま老けたような容姿をしている。パートナーはハピナス。

### その他の人物
アン
声 - 緒方佑奈
セキエイ学園でのリコのルームメイトの少女。カントー地方出身。リコのことを「ズッ友」と表している。
気さくで明るい性格だが、整理整頓が苦手。リコが初めて入室する前の部屋は散らかっていた。入学後に学園側からミジュマルを貰う。
オレンジアカデミーでテラスタル研修を受けることになり、第46話にてリコと直接再会する。第54話ではポケモンリーグ挑戦の夢を打ち明けた。またバトルの実力はブルーベリー学園から声がかかっている。
セキエイ学園で唯一、ライジングボルテッカーズの真実をリコから聞いており、スピネルによって塗り替えられた悪評を許さない意志力の強さを持っている。
ミジュマル→フタチマル→ダイケンキ
声 - 佐倉綾音（ミジュマル、フタチマル時）
技：みずのはどう、シェルブレード、つばめがえし、みきり、ハイドロポンプ、ドリルライナー
アンのパートナー。第90話ではダイケンキに進化していた。
サンド→サンドパン
声 - 志田有彩
アンのポケモン。第21話でゲットしていた。第90話ではサンドパンに進化していた。

ジョーイ
声 - 真堂圭
ポケモンセンターの女医。前作から引き続き登場。声優も前作に引き続き真堂が担当している。
ラッキー
ジョーイのアシスタントを務めるポケモン。第3話のぐるみんの動画ではハピナス（金銀・SM）、タブンネ（BW・XY）、プクリン（XY）、キュワワー（SM）、イエッサン（PM2）と歴代シリーズのアシスタントポケモンが登場している。

ルカ、ライ、ボッコ
声 - 髙橋ひかる（ルカ）、佐倉綾音（ライ）、夏目妃菜（ボッコ）
オレンジアカデミーのテラスタル研修を受けていた3人組。本人の容姿や手持ちポケモンもリコ、ロイ、ドットに似た所がある。第53話では森で「この世ならざるもの」に遭遇したことをリコ達に話す。
ボッコは第95話で、エクシード社のテストセンターにてリコ、ロイと再会。ストロングスフィアのデモンストレーションバトルに参加する。
ロズレイド
ルカのパートナー。
ダルマッカ
ライのパートナー。
コアルヒー→スワンナ
技：みずでっぽう
ボッコのパートナー。第95話ではスワンナに進化していた。

カーナ
声 - 藤田咲
ガラル地方のモンスターボール製作工場の工場長。工場のパイプラインが故障してしまい、オリオの修理によって稼働を再開した。初対面を果たしたオリオとは意気投合の仲となって、オリオとの別れ際に万が一のために工場で雇うのを約束させた。ライジングボルテッカーズ解散後は約束通りオリオを雇っている。
ブビィ
声 - 真堂圭
カーナのパートナー。オリオのエレキッドと仲が良い。

クレイブ
声 - 藤井啓輔
アメジオの父。「エクシード社」の元社長で、スピネルが社長に就任後はストロングスフィアの製造工場に異動していた（104話にて判明）。
フリードのかつての上司でもあり、彼のポケモンに対する情熱に理解を示している。息子からは反感を抱かれているが、本人は難しい年頃程度の認識な様子。第92話でアメジオが行方を眩ましてから第104話の自身の家に飾ってある幼少期のアメジオとカルボウが写った写真となる無人島の在処をジル&コニアに教えた。
チラチーノ
クレイブのパートナー。掃除が得意。

マリア
声 - 藤井ゆきよ
アメジオの母。彼が幼い頃に交通事故で亡くなっている。104話にて名前が判明。

大ばば様
声 - 野沢雅子
ラクアが所在するクムリ山のふもと、クムリタウンに住む長老。100歳以上生きており「黒いレックウザが現れると災いが起きる」という伝承を伝える。普段は入れ歯を外して首に下げている。

ニャビ子
声 - 幸村恵理
ぐるみんの大ファン。チャバタウンで黒いレックウザを目撃したと語っているが、実はぐるみんに会いたかっただけという真っ赤な嘘だった。当初はライジングボルテッカーズを悪人とみなしていたものの、事実を知り和解。103話ではセリフはないものの再登場を果たしている。
ニャビー
2匹のニャビーで常にボールから出している。
ガオガエン
技：ビルドアップ、DDラリアット、けたぐり、かえんほうしゃ

### ルシアス関連
ルシアス
声 - 浪川大輔
かつて現在から100年程前に実在していたという「いにしえの冒険者」。青髪にマントを羽織っている。絆を結んでいたテラパゴスや自身の手持ちである六英雄と共に楽園ラクアに辿り着いたとされる。第74話でリスタルやギベオンと共にエクスプローラーズを結成したこと、リスタルとの間にレイラという娘がいたこと、そしてリコの高祖父にあたることが判明した。容姿やポケモンを愛するなどリコと酷似している部分も多い。
幼少期に当時の自宅にて偶然彼の所持品を発見したダイアナは、彼のことを知るべく冒険者となり各地を回ったものの、その頃はろくに彼の痕跡を見つけることはできなかったことから、世間的にあまり名は伝わっていない様子で、彼の手記、それを見たダイアナの口伝、そしてその話を聞いた娘婿アレックスが書いた絵本など一部しか情報が残っていない。
かつてリスタルやギベオンと共にラクアを目指して旅をしていたが、ギベオンとの相違により、ラクアにあるラクリウムが暴走。最後はラクリウムの爆破処理に巻き込まれた。
第87話でラクリウムの中から姿を現し、爆破処理に巻き込まれてからこれまでの経緯をジガルデセルの監視を通して、リコたちのいるライジングボルテッカーズのメンバーを知った。そして「全てのラクリウムを消し去ってほしい」とリコたちに託し、第89話でギベオンと共にこの世から消え去っていった。
リスタル
声 - ゆかな
100年前にルシアスとギベオンとエクスプローラーズを結成し、共に旅をしていた女性。帽子をかぶり、頬に四角型のあざがある。ルシアスとの間にレイラという娘がいる。ダイアナの母方の祖母であり、リコの高祖母にあたる。
テラパゴスは彼女のパートナーであり、「パゴゴ」という愛称で呼んでいた。
第73話にてルシアスの口から名前のみが語られ、第74話で「てらす池」で本人が登場した。
パルデア地方の大穴で拾ったテラパゴスを悪人たちに狙われていたところをルシアスに助けられたのが出会いで共にラクアを目指すも、ラクリウムの暴走により仲間だったギベオンとルシアスは行方不明になる。リコたちに出来事を話し、現在のギベオンを知らないまま元の時代に戻っていった。
テラパゴス（パゴゴ）
声 - 寺崎裕香
技：テラクラスター、まもる、げんしのちから、こうそくスピン
物語のキーキャラクターである、謎が多いポケモン。リコが祖母・ダイアナから貰ったペンダントの真の姿。ダイアナは、ペンダントで眠った状態だったと見解を呈している。有事には球状のバリアを張って自身とリコらを外敵から守った。
好奇心旺盛。リコやニャローテが主に面倒を見ている。早食い・大食いの食いしん坊で甘いものを好む。また人懐っこく他のポケモンたちともすぐに仲良くなれる。
初対面の人間に対しては、特に警戒心は抱いておらず、リコたちにも懐いてはいるが、アメジオやラクリウムを目にすると普段の無邪気さから一変して怒りの様子を見せる。
ルシアスの手記によると、かつて彼と絆を結んだポケモンであり、強い想いがある故に彼に会うべくラクアに行きたいと願い、その思いを汲むのも兼ねてライジングボルテッカーズは、ラクア行きを決意する。
通常はノーマルフォルムだが、第33話でアメジオとの戦闘で気が立っていた黒いレックウザからリコたちを守るためにテラスタルフォルムにチェンジする。この時は黒いレックウザと互角に戦えるほどの力を得たが、まだ完全に使いこなせていないためすぐ元に戻ってしまった。
「テラスタルデビュー」初回の第46話からリコの鞄の中にいる。この鞄は甲羅のように顔や四肢を出すことができる。
第74話にてルシアスの仲間だったリスタルのパートナーであり、「パゴゴ」と呼ばれていたことが明らかになった。以降リコたちもそう呼ぶようになる。
ラクアでの決戦でステラフォルムになったのを最後に、モンスターボールから一度も出ず休眠状態となっていたが、1年後、再び旅に出たリコたちの危機とラクリウムに呼応するかのように反応し、復活した。

#### 六英雄
黒いレックウザ
技：りゅうせいぐん、りゅうのはどう、ガリョウテンセイ、ドラゴンテール
第6話から登場。ロイが持つ「いにしえのモンスターボール」に入っていた伝説のポケモン。色違いの個体で通常のレックウザと違い、黒い体色をしている。ダイアナ曰くルシアス最強の相棒とのこと。大抵の攻撃ではビクともしないほどのタフさを持つ。
回想によればパゴゴことテラパゴスとは六英雄の中で1番古い付き合いであり、出会ってすぐに仲良くなりあやすなど面倒見の良い一面を持っていた。
第82話でロイに一旦ゲットされるも、ラクアでの決戦後に野生に帰り、再びいずこかへ去っていたが、第96話でフスベシティの「ドラゴン爆走団」によって保護された事が判明した。

オリーヴァ
声 - 佐倉綾音
技：マジカルリーフ、グラスフィールド
第11話から登場。通常より巨大なオリーヴァ。森のポケモンたちのリーダー格。誤解からリコやロイを敵とみなして襲ったが、紆余曲折を経て和解した。

ファイヤー（ガラルのすがた）
技：もえあがるいかり、エアスラッシュ、ぼうふう
第22話から登場。ファイヤーのリージョンフォーム。キャプテンピカチュウを圧倒する実力を持つ。

ラプラス
声 - 林原めぐみ
性別‐♀/技：しろいきり、れいとうビーム、みずでっぽう、のしかかり
第31話から登場。通常より巨大で左目や体中に傷を持ち、甲羅の先端は損傷している。歌声で霧の中で迷った船を助けると噂されていたが、その実態はポケモン海賊団のボスだった。性格はかなり荒々しく敵と判断した相手には容赦しないが、ルシアスやラクアのことを思い出すと涙した。最終的にはリコに同行する決断をした。
首元の傷はバサギリからルシアスをかばってつけられたものである。第73話でバサギリと100年ぶりに再会した際にはあいさつ代わりの激しいバトルを繰り広げた。第75話の回想によるとゲット後も時折バトルすることがあった模様。

バサギリ
技：ストーンエッジ、シザークロス、がんせきアックス
第72話から登場。通常より大柄で斧の一部が欠けている。かつてはとある村で悪さをしていたポケモンだったが、ルシアスに誘われてラクアを目指そうとしていた。普段は冷静にふるまう一方、バトル好きで好戦的な性格。音を聞き分けることによって相手の居場所を判断する能力を持っている。リコたちのポケモンが束になってかかってきても、ものともしないほどの実力の持ち主である。
第73話で100年ぶりにラプラスと再会したときには、お互い似たような性格からかあいさつ代わりの激しいバトルを繰り広げた。

ウガツホムラ
声 - 三宅健太
特性：こだいかっせい / 技：かえんのまもり、りゅうのはどう、にほんばれ、だいふんげき
第75話の回想から登場。当初はエンテイと思われていたが、第81話でパラドックスポケモンのウガツホムラであることが判明。「だいふんげき」を使用後は混乱する。
第78話では六英雄ではない別個体のエンテイが登場した。

## 用語
ブレイブアサギ号
ライジングボルテッカーズの移動手段と居住を兼ねる大型の飛行船。元々はランドウの釣り船で、フリードの依頼でオリオが改造した。
動力源は石炭で、マグマッグ、トロッゴンが燃料を供給する。また操舵室ではノズパスが方角を示す。後部のウイングはバトルフィールド型のデッキに変形する他、外部侵入を拒むためのバリアを張ることも可能。海上での航行もできる。
船内には特定のトレーナーを持たない野生ポケモンが住み着いており、ライジングボルテッカーズとは船内の仕事をするなど協力・共生している。ロイのホゲータとドットのクワッスは、元は同様に乗船していた野生ポケモンであった。
第44話にて黒いレックウザとの戦いで故障したが、パルデア地方のドックでの修理を経て、第68話から性能・内装などが進化して再び稼動。第89話では機体を変形させて出力を上げ、高度での気流に耐えうる航行を可能とする「インフィニットライジング」を披露した。
ライジングボルテッカーズ解散後、オリオが働く工場の側に保管してあったが、再結成とフリードの無事を受け、再び飛び立つこととなった。
セキエイ学園
カントー地方に設立された全寮制の学園。リコやアンなどが所属する。敷地は広大で、校庭はバトルフィールドと兼用している。近隣には湖もある。寮の個室は1室につき生徒2名が使用する。
生徒は制服を着用する他、まだポケモンを持ってない新入生には学園側が用意したポケモンが贈られる。パートナーのポケモンは、入学決定以後の面談によって決められる。リコの場合、ニャオハのブリーダー・マーニャがスマホロトム越しのリコに関心を寄せたニャオハを見て双方を結びつけた。
オンライン形式での面談や受講も行われており、リコはエクスプローラーズとの一件以来、旅を続ける事になったためオンライン授業に参加している。
いにしえのモンスターボール
ロイの祖父が幼い頃に拾った、飾り模様の入った金と茶色のモンスターボール。どうやっても開かず何も入っていないと思われたが、リコのペンダントから化けたテラパゴスと共鳴して開き、黒いレックウザを解き放った。
のちに出会った六英雄たちが各自同型のボールを所持している。ゲットされた後、ボールはダイアナからリコに譲り受けられたベルトに取り付けてある（オレンジアカデミー留学時はベルトは取り外していた）。ラクアでの決戦の過程で、ボールは全て地割れの中に紛失してしまった。
スマホロトム
前作から引き続き登場する、ロトムの入った通信機器でポケモン図鑑を兼ねる。
リコとロイがオンライン授業など動画を視聴する際には、大型タブレットへとサイズを変える。他の機器とプログラムを送受信する時には先端に接続端子が現れる。
テラスタル
今作から登場する新しいバトルシステム。発現したポケモンの身体は宝石のように輝く。地上でも見られる柱状の結晶のテラスタルエネルギーが関与していると言われるが、その実態は不明。ポケモンがテラスタルに変化するためにはテラスタルオーブが必要となる。ポケモン個体ごとの素質でタイプを追加し、技の強化や弱点の軽減などの効果がある。フリードやアメジオ、リコ・ロイ・ドットなどが使用。
六英雄
かつてルシアスと共に冒険をしたという伝説のある6体のポケモン。文献・物語上、黒いレックウザ、オリーヴァ、ガラルファイヤー、ラプラス、バサギリ、エンテイ（実際はウガツホムラ）を指すとされる。現代での所在は正確には分かっていなかったが、ペンダントから目覚めたパゴゴ（テラパゴス）のために再びラクアを目指すことでリコたちから説得され、一部のポケモンはバトルを仕掛け、最終的にリコたちのポケモンの実力を認め、自らいにしえのモンスターボールを取り出してラクアまで同行した。
第89話でラクアの崩壊の機にいにしえのモンスターボールから解放され野生に帰った。しかし、第91話で黒いレックウザ以外の六英雄たちはスピネルに捕らわれてしまった。
ラクア
ルシアスたちが六英雄たちと共に旅し、辿り着いたと言われる楽園。テラパゴスは、ダイアナの発したこの言葉に強い反応を示した。レホール曰くかなりマニアックな一部の歴史書物のみしか記述されておらず、かつてはまれに知るものがいても御伽噺程度の認識であったが、現在はその名を知るものはほとんどいない。
後にクムリ山のはるか頂きに存在する事が明かされた。そこは寒冷であるはずの標高にも関わらず地熱の暖かさから温度は適度に保たれているうえに、周辺がすり鉢状で基本的に人間や外敵がこない故か多くのポケモンが平和に暮らしており、中にはビリジオン、サンダーといった伝説ポケモンも生息している。また、実っている木の実は通常より大きく、珍しい物もある。
1年後ではエクシード社によってクムリ山周辺は封鎖され、事実上占拠された状態である。
エクシード社
社長はクレイブ。会長がギベオンとされている。フリードも研究員として勤めていた時期がある。第54話でフリードが再訪。第75話でスピネルの在社が明かされた。
1年後ではスピネルが新社長となる。
ラクリウム
別名「永遠のめぐみ」。ピンク色をした謎の物質。空気に触れると色がついた気体が発生し、その気体を吸引したポケモンは凶暴化し強力になり、一部の技はピンク色に変色する。一方で体への負担も大きくなる。テラパゴスも気体を感じ取ることができ、非常に嫌っている様子を見せている。テラパゴス（テラスタルフォルム）の能力で、欠片は砕け、吸引したポケモンは解放され、無力化することができる。
オレンジアカデミー
ゲーム『ポケットモンスター スカーレット』にも登場する、パルデア地方テーブルシティにある学園施設。全国から生徒が集まっている。
パルデア地方のジムを巡りテラスタルについて学ぶ「テラスタル研修」の教育課程があり、基礎テスト・応用テストのジム戦は勝敗に関わらずテラスタルの使い方やバトルの内容次第で、ジムリーダーが合否を判定する。応用テストは基礎テストより審査がより厳しくなる。両テストに合格すると、テラスタルオーブが正式に授与される。不合格の場合、貸与されていたテラスタルオーブは返却する必要が生じる。パルデア地方のジムリーダーや四天王を交えたダブルバトルの「交流戦」が行われることもある。
キタカミの里
パルデア地方に含まれる村里。ゲーム『ポケットモンスター スカーレット・バイオレット ゼロの秘宝』にも登場する。第68話からリコらが訪問する。
月刊オーカルチャー
ゲーム『ポケットモンスター スカーレット・バイオレット』にも登場するオカルト雑誌。「10億年前のプリン」「蘇った太古のウルガモス」「ピカチュウ百面相」といった、荒唐無稽な内容が沢山掲載されている。オレンジアカデミーでもこの雑誌が蔵書された本棚が置かれている。
シンクロマシン
ポケモンとトレーナーの体が入れ替わるマシン。キタカミの里のオモテ祭りで隠れて屋台を開いていた男性によると「拾った物」らしい。これによってロイとアチゲータの体が入れ替わってしまう。最後はリコらが関心を示したものの使用しようとした直後に爆発して、壊れた。なお、男性は「シンク・ロマシン」と呼び、この名をマシンの持ち主の名だと勘違いしていた。
メガシンカ
第6世代『ポケットモンスターX・Y』より新たに加わったバトルシステム。トレーナーが右腕に装着するキーストーンが付いたメガバングルとメガシンカできるポケモンに○○ナイトと呼ばれるアイテムを所持することでメガシンカが可能になり、ポケモンが一時的に姿が変わり特性も変わる。また、メガシンカしたポケモンは戦闘が終わるか倒されるまで元の姿に戻れないが、ウルトのメガヤミラミは宝石を食べることで元の姿に戻る。メガシンカとテラスタルが併用できるのかは現段階では不明。第5章開始時点でメガシンカできるのはロイとウルト。
ストロングスフィア
スピネルが社長となった後にエクシード社の新製品として発表された球状の装置。バトル中に使用する事で気体状のラクリウムが吹き出し、ポケモンの闘争本能や能力を格段に引き出させることが可能。しかし身体に相当の負担が掛かる他、性格が凶暴化し、本能のままに暴走したりトレーナーの指示を無視することもある。99話にて外殻のケースがカーナの工場にて依頼を受けて量産されていたが、リコたちによって阻止された。

## スタッフ
過去のシリーズ（『DP』第164話以降）に続いて OLM TEAM KATOが『テラパゴスのかがやき』までの制作を担当していた。
監督に『SM』『新無印』で各話絵コンテ・演出を手掛けたでんさおり、シリーズ構成に本作が初参加で過去にゲームフリークに所属していた経歴のある佐藤大、キャラクターデザインに山崎玲愛、音楽にコーニッシュをそれぞれ起用。『SM』『新無印』で監督および総監督を務めた冨安大貴はクリエイティブディレクターとなる。アニメーションコーディネーターは吉川兆二と坂本鼓太郎の連名から坂本単独での担当となった一方、色彩設計は谷本千絵が前作まで担当していた吉野記通と連名で担当する。原案は第1シリーズ以来、田尻智の単独名義となっている。
本作より新たな役職が追加され、アクションディレクターは『XY』で監督を務めていた矢嶋哲生が、シナリオコーディネーターを松澤くれはが、サブキャラクターデザインを伊藤京子が、ラインプロデューサーを久米村誠が担当する。総作画監督は山崎玲愛と伊藤京子の各話交代制となる。
『テラスタルデビュー』からは制作体制を一部変更。TEAM KATOに所属していた久米村誠がアニメーションプロデューサーに昇格し、「TEAM KUMEMURA」として制作を引き継いだ。これに伴い、長年アニメーションプロデューサーを務めた加藤浩幸はクリエイティブプロデューサーとなる。また、クリエイティブディレクターを担当していた冨安大貴が『新無印』第117話以来に総監督に復帰した。一方でアクションディレクターを担当していた矢嶋哲生はメインスタッフから外れている。
第1シリーズから『新無印』までの全作品に携わっていた吉川兆二や湯山邦彦は本作ではメインスタッフとしては参加していない。
- 原案 - 田尻智
- スーパーバイザー - 石原恒和
- アソシエイトプロデューサー - 藤原良尭、大日向俊（第1 - 9話）→古家嘉之（第10話 - ）
- 掲載 - 小学館、ちゃお、ぷっちぐみ、コロコロコミック、コロコロイチバン!、ポケモンファン、てれびくん、小学一年生、幼稚園
- シリーズ構成 - 佐藤大[3]
- アニメーションコーディネーター - 坂本鼓太郎
- シナリオコーディネーター - 松澤くれは
- キャラクターデザイン - 山崎玲愛[3]
- サブキャラクターデザイン - 伊藤京子[3]
- アクションディレクター - 矢嶋哲生（第1話 - 第45話）[3]
- 美術監督 - 武藤正敏
- 色彩設計 - 谷本千絵、吉野記通
- 撮影監督 - 鈴木大倫
- 編集 - 野川仁
- 音響監督 - 三間雅文[3]
- 音楽 - コーニッシュ[3]
- 音楽協力 - テレビ東京ミュージック、小学館ミュージック&デジタルエンタテインメント、The Pokémon Company
- 協力 - ジェイアール東日本企画
- 主題歌プロデュース - 毛谷村伸也、小杉央、喜久野有紀
- クリエイティブプロデューサー - 加藤浩幸（第46話 - ）
- アニメーションプロデューサー - 加藤浩幸（第1 - 45話）→ 久米村誠（第46話 - ）
- ラインプロデューサー - 久米村誠（第1 - 45話）
- プロデューサー - 關口彩香（テレビ東京）、工藤雄介（第1 - 45話）→梶原剛（第46話 - ）、根岸智也
- 設定協力 - GAME FREAK inc.、The Pokémon Company
- 原案協力 - 大森滋
- キャラクター設定 - 松島賢二、松宮稔展、中津井優、林千尋
- キャラクター原案 - 杉森建、金子智美、吉田宏信、安藤絵美、阿部杏子、橘髙文美恵、橋本美咲、山本裕輝、海野隆雄、黄資恩、勝田聡、大城聖未、里大樹、ジェイムス・ターナー、前田咲子、伊藤博人、大城良輔、大村祐介、ありがひとし、藤原基史、にしだあつこ、コザキユースケ、竹、網、水谷恵、市川春子、北風友裕、倉島一幸、島崎麻里、すべての『ポケットモンスター』シリーズのキャラクター原案スタッフ
- アニメポケモンデザイン - 一石小百合、松原徳弘、安田周平、山崎玲愛、柳原好貴、酒井裕未、海老沢咲希、辻早智子、吉野真一、伊藤京子
- メインアニメーター - 忍田雄介（第1・5・7 - 10・12 - 14・18・20・22・24 - 25話）
- 飛行船デザイン - 由利聡（バーンストーム・デザインラボ）
- デザイン協力（第1 - 14話）・カラースクリプト（第18話） - おつまみ
- 脚本協力 - 加川大地（第13話）
- 3DCGI - OLM Digital
- CGIプロデューサー - 芦田徳之
- CGIスーパーバイザー - 瀬尾太
- CGIディレクター - 川崎崇由
- CGIデザイナー - 伊藤良太
- モデリングスーパーバイザー - 石田直人
- 一部原曲・作曲 - 一之瀬剛、足立美奈子、増田順一、Toby Fox
- 音響プロデューサー - 南沢道義、西名武
- 音響効果技師 - 神保大介[注 13]、小山健二
- 音響制作 - HALF H・P STUDIO
- アシスタントプロデューサー - 福田浩平（第1 - 35話）→小椋康平（第36話 - ）（テレビ東京）、百瀬康平
- 番組宣伝 - 塩塚優香（テレビ東京）、山本愼仁
- 制作デスク - 吉田昌平
- 設定制作 - 平沼花観、枡大地（第46話 - ）
- アニメーション制作 - OLM TEAM KATO[3]（第1話 - 第45話）→OLM TEAM KUMEMURA（第46話 - ）
- クリエイティブディレクター（第1 - 45話）→総監督（第46話 - ） - 冨安大貴[3]
- 監督 - でんさおり[3]
- 製作 - テレビ東京、MEDIANET、ShoPro

## 制作

### プロモーション
2022年12月16日、テレビアニメ第7シリーズ第136話の放送後に特報とティザービジュアルが発表された。
2023年2月10日にリコの表情イラストと新たなティザービジュアルを公開し、放送日も発表された。同月17日にはロイの表情イラストが、同月24日にフリードとキャプテンピカチュウの表情イラストがそれぞれ公開された。3月3日にメインキャスト、スタッフが発表され、メインビジュアルと予告映像も公開された。同月10日にライジングボルテッカーズのメンバーとキャストが発表され、彼らが冒険の拠点にしている飛行船のビジュアルと紹介映像が公開された。同月17日にエクスプローラーズのメンバーとぐるみんのキャストが発表され、彼らの紹介映像が公開された。同月24日に新たな予告映像を公開し、オープニングテーマが発表された。4月7日に特番『アニメ新シリーズ「ポケットモンスター」ポケモンしらべ隊』が放送された。同日にリコ、ロイ、ニャオハの着ぐるみがテレビ東京を訪れ、新入社員への応援にサプライズで駆けつけた。放送開始日の前日・当日となる13日・14日には渋谷駅前街頭ビジョン13面で「黒いレックウザ」をはじめとする本作登場ポケモンの映像が流された。

### 反響
2023年3月24日にプロモーションビデオが公開されると、「次世代にバトンを託す感じってこんな感じなんだなってすごく痛感」「新W主人公がこの先どんな物語を見せてくれるのか今から凄く楽しみ」「サトシの意思をしっかり受け継いで、良い作品になってほしい」など、サトシに代わって主人公の役割を受け継ぐリコとロイの活躍に期待を寄せる声が多数上がった。
第1話の放送後、Twitterでは関連ワードがトレンド入りし、「アニポケ」が世界トレンド1位になった。

### ゲスト声優
以下のように俳優や芸能人がゲスト出演することもある。
- 第1話、第53話、第66話、第90話、第91話 - 髙橋ひかる[81][63][82]
- 第1話 - かなで（3時のヒロイン）[81]
- 第1話、第8話、第35話 - 小泉孝太郎[81]
- 第31話、第32話 - 西野七瀬[15][83][注 14]
- 第91話 - 松丸亮吾[82]
- 第91話 - あばれる君[82]

## 主題歌

### オープニングテーマ
「ドキメキダイアリー」
asmi feat. Chinozoによる「リコとロイの旅立ち」編オープニングテーマ。作詞・作曲・編曲はChinozo。リコの冒険心をポップに描いた楽曲となっている。
「ハロ」
yama × ぼっちぼろまるによる「テラパゴスのかがやき」編オープニングテーマ。作詞・作曲はぼっちぼろまるとyama、編曲はぼっちぼろまる。
「Will」
IVEによる「テラスタルデビュー」編オープニングテーマ。作詞・作曲はYHELとgratiaとSoratoとRyo Ito、編曲はSorato。友情や冒険をテーマに本作に寄り添ったキラキラとした世界観を詰め込んだ楽曲となっている。
「Only One Story」
ZEROBASEONEによる「レックウザ ライジング」編オープニングテーマ。作詞はTomoki TamataniとKUSHITA、作曲はTomoki TamataniとKUSHITAとSora Tansho、編曲はSora Tansho。冒険に出る人たちに「きっと、大丈夫」とエールを送る、さわやかで明るい応援ソングで、リコとロイが「オンリーワンのストーリー」を描きながら、出会った仲間やポケモンたちと共に前へ歩いていけるよう勇気を与える楽曲となっている。
また、最後の場面の写真は前話の物を使用しており、話ごとに毎回変更されている。
「GET BACK」
ゆずによる「メガボルテージ」編オープニングテーマ。作詞は北川悠仁、岩沢厚治、作曲は北川悠仁、TeddyLoid、編曲はTeddyLoid、ゆず。

### エンディングテーマ
「RVR〜ライジングボルテッカーズラップ〜」
リコ（鈴木みのり）とロイ（寺崎裕香）による「リコとロイの旅立ち」編、「テラパゴスのかがやき」編エンディングテーマ。作詞はFuma no KTR、松丸亮吾&藤本海右、ポケモンラップやってみ隊、作曲はWAZGOGG、Fuma no KTR、Joe Ogawa、編曲はJoe Ogawa。
リコとロイが歌うラップ音楽。ライジングボルテッカーズのメンバーが回変わりでゲストとして歌唱に参加する。一部の回では関連番組の出演者が参加（同時ネット局以外は差し替え）。「テラパゴスのかがやき」編初回となる第26話からは「PART2」となり歌詞がリニューアルされ、ライジングボルテッカーズのメンバーがそれぞれのパートナーポケモンに関連したラップを週替わりで歌唱する。
「Let me battle」
9Lanaによる「テラスタルデビュー」編エンディングテーマ。作詞はTOPHAMHAT-KYO、作曲・編曲はGigaとTeddyLoid。第57話からはフィーチャリングとしてつぐらなわかみょ、むﾄ、缶缶がそれぞれ加わり、毎週ランダムで放送される。
「ピッカーン！」
松田里奈と森田ひかる（ともに櫻坂46）による「レックウザ ライジング」編エンディングテーマ。作詞はDECO*27、作曲・編曲はGigaとTeddyLoid。
「Ready Go」
ME:Iによる「メガボルテージ」編エンディングテーマ。作詞はMasami Kakinuma (Relic Lyric, Inc.)、作曲はDaisuke “D.I” Imai、MINTAKHA (Relic Lyric, Inc.)、編曲はDaisuke “D.I” Imai (Relic Lyric, Inc.)。

### 挿入歌
「ゴーストライム」
ライム（斉藤貴美子）による挿入歌。作詞はFuma no KTR、作曲はFuma no KTRとJoe Ogawa、編曲はJoe Ogawa。

## 各話リスト
話数はテレビ東京公式ウェブサイトおよび各種配信で提示されているものを表記する。
各話サブタイトルはリコ役の鈴木みのりが読み上げる。
| 話数                         | サブタイトル                                   | 脚本                     | 絵コンテ                 | 演出                                        | 作画監督 | 総作画監督               | 初放送日                 |
| 副題：リコとロイの旅立ち     | 副題：リコとロイの旅立ち                       | 副題：リコとロイの旅立ち | 副題：リコとロイの旅立ち | 副題：リコとロイの旅立ち                    | 副題：リコとロイの旅立ち | 副題：リコとロイの旅立ち | 副題：リコとロイの旅立ち |
| ---------------------------- | ---------------------------------------------- | ------------------------ | ------------------------ | ------------------------------------------- | --- | ------------------------ | ------------------------ |
| 第1話                        | はじまりのペンダント 前編                      | 佐藤大                   | でんさおり 矢嶋哲生      | でんさおり                                  | 升谷有希 中矢利子 服部奈津美 志村泉 | 山崎玲愛                 | 2023年 4月14日           |
| 第2話                        | はじまりのペンダント 後編                      | 佐藤大                   | 冨安大貴                 | 大賀まこと 森山愛弓                         | 広岡トシヒト 倉員千晶 大西雅也 杉本海帆 杉山さよ | 伊藤京子                 | 2023年 4月14日           |
| 第3話                        | ニャオハとなら、きっと                         | 永川成基                 | 矢嶋哲生                 | 小柴純弥                                    | 柳原好貴 忍田雄介 新城真 | 山崎玲愛                 | 4月21日                  |
| 第4話                        | ながれついた宝もの                             | 佐藤大                   | 浅田裕二                 | 浅田裕二                                    | 岩根雅明 志村泉 | 伊藤京子                 | 4月28日                  |
| 第5話                        | みつけたよ、ホゲータ                           | 武田無我                 | 尼野浩正                 | ウヱノ史博                                  | 篠原隆 | 山崎玲愛                 | 5月5日                   |
| 第6話                        | いにしえのモンスターボール                     | 松澤くれは               | 野田泰宏                 | 野田泰宏                                    | 岡昭彦 志村泉 新岡浩美 山田俊也 中矢利子 | 伊藤京子                 | 5月12日                  |
| 第7話                        | 特訓！キャプテンピカチュウ                     | 松澤くれは               | 齋藤徳明                 | 又野弘道                                    | 新城真 升谷有希 | 山崎玲愛                 | 5月19日                  |
| 第8話                        | あかずの扉のひみつ                             | 永川成基                 | 尼野浩正                 | 岩田義彦                                    | 大西雅也 倉員千晶 酒井裕未 | 伊藤京子                 | 5月26日                  |
| 第9話                        | パルデア到着！                                 | 佐藤大                   | 浅田裕二                 | 浅田裕二                                    | 岩根雅明 志村泉 | 山崎玲愛                 | 6月2日                   |
| 第10話                       | ネモとコルサと                                 | 武田無我                 | 中田誠                   | 中田誠                                      | 柳原好貴 忍田雄介 中矢利子 | 伊藤京子                 | 6月9日                   |
| 第11話                       | オリーヴァの森                                 | 永川成基                 | 清水聡                   | ウヱノ史博                                  | 篠原隆 | 山崎玲愛                 | 6月16日                  |
| 第12話                       | わたしが選ぶ未来                               | 松澤くれは               | 尼野浩正                 | 小柴純弥                                    | 志村泉 大西雅也 吉野真一 中矢利子 山縣クリカ | 伊藤京子 山崎玲愛        | 6月23日                  |
| 第13話                       | ピクニックは突然に                             | 松澤くれは               | 齋藤徳明                 | 月野正志                                    | Guan Peng Liu Ding Fu Zhou Pei Ming Xu Chuang Chen Jie Qiong Liu Jun 羽野広範 高添響 忍田雄介 海老沢咲希 松本めぐみ 中矢利子 柳原好貴                                                                                       | 山崎玲愛 伊藤京子        | 7月14日                  |
| 第14話                       | とべ！カイデン!!                               | 武田無我                 | 尼野浩正                 | オ ジング                                   | 倉員千晶 服部奈津美 萩原慶汰 | 伊藤京子                 | 7月21日                  |
| 第15話                       | みえないヤツだ！何者なんじゃ？                 | 松澤くれは               | 浅田裕二                 | 浅田裕二                                    | 岩根雅明 志村泉 | 伊藤京子                 | 7月28日                  |
| 第16話                       | クワッスとなら、できるよ                       | 永川成基                 | 髙木啓明                 | 髙木啓明                                    | 柳原好貴 忍田雄介 新岡浩美 伊藤京子 中矢利子 田中修司 | 山崎玲愛                 | 8月4日                   |
| 第17話                       | カイデンとホゲータ 秘密の大特訓！              | 土屋理敬                 | 清水聡                   | 又野弘道                                    | 新城真 升谷有希 | 山崎玲愛                 | 8月11日                  |
| 第18話                       | そらとぶピカチュウ、どこまでも高く！           | 松澤くれは               | 冨安大貴                 | 中田誠                                      | 大西雅也 大野泰江 忍田雄介 | 伊藤京子                 | 8月18日                  |
| 第19話                       | マホイップのホント                             | 赤尾でこ                 | 尼野浩正                 | ウヱノ史博                                  | 篠原隆 | 山崎玲愛                 | 8月25日                  |
| 第20話                       | カブさんのバトル修行                           | 土屋理敬                 | 齋藤徳明                 | 森山愛弓                                    | 倉員千晶 服部奈津美 萩原慶汰 | 伊藤京子                 | 9月1日                   |
| 第21話                       | ひとりぼっちのミブリム                         | 永川成基                 | 齋藤徳明                 | 月野正志                                    | 羽野正範 BigOwl 旭陽動画 STUDIO CL | 山崎玲愛 伊藤京子        | 9月8日                   |
| 第22話                       | 激突！ガラルこうざん                           | 武田無我                 | 大賀まこと 中田誠        | 大賀まこと 中田誠                           | 柳原好貴 忍田雄介 新岡浩美 山縣クリカ 大西雅也 中矢利子 | 伊藤京子                 | 9月15日                  |
| 第23話                       | もえあがるガラルファイヤー                     | 松澤くれは               | 浅田裕二                 | 浅田裕二                                    | 岩根雅明 志村泉 | 山崎玲愛                 | 9月22日                  |
| 第24話                       | 古城での再会                                   | 佐藤大                   | 尼野浩正                 | 又野弘道                                    | 新城真 升谷有希 | 山崎玲愛 伊藤京子        | 10月13日                 |
| 第25話                       | 闇夜の強敵                                     | 佐藤大                   | 髙木啓明                 | 髙木啓明                                    | 萩原慶汰 倉員千晶 服部奈津美 中矢利子 大西雅也 忍田雄介 柳原好貴 新岡浩美 海老沢咲希 | 山崎玲愛 伊藤京子        | 10月20日                 |
| 副題：テラパゴスのかがやき   |                                                |                          |                          |                                             | |                          |                          |
| 第26話                       | テラパゴスの冒険                               | 松澤くれは               | 齋藤徳明                 | 嵯峨敏                                      | 青葉稜太郎 平松康佑 関川稀 山本直子 | 伊藤京子                 | 10月27日                 |
| 第27話                       | 仲間といっしょなら                             | 永川成基                 | 尼野浩正                 | ウヱノ史博                                  | 篠原隆 | 山崎玲愛                 | 11月3日                  |
| 第28話                       | ぬすまれた宝もの                               | 土屋理敬                 | 浅田裕二                 | 浅田裕二                                    | 岩根雅明 | 伊藤京子                 | 11月10日                 |
| 第29話                       | オリオとモンスターボール職人                   | 福島直浩                 | 齋藤徳明                 | 岩田義彦                                    | 柳原好貴 大西雅也 酒井裕未 | 山崎玲愛 伊藤京子        | 11月17日                 |
| 第30話                       | ズル〜っとガチャンで謎ポケモン!?               | 赤尾でこ                 | 森山愛弓                 | 森山愛弓                                    | 倉員千晶 松本めぐみ 萩原慶汰 大西雅也 柳原好貴 忍田雄介 加藤健二 | 山崎玲愛                 | 11月24日                 |
| 第31話                       | 白い霧の歌声                                   | 松澤くれは               | 西田章二                 | 又野弘道                                    | 新城真 升谷有希 | 山崎玲愛 伊藤京子        | 12月1日                  |
| 第32話                       | ラプラスの想い、仲間を想い                     | 松澤くれは               | 齋藤徳明                 | 奥野浩行                                    | 青葉稜太郎 平松康佑 | 伊藤京子                 | 12月8日                  |
| 第33話                       | 咆吼の黒いレックウザ                           | 佐藤大                   | 中田誠                   | 中田誠                                      | 忍田雄介 服部奈津美 中矢利子 倉員千晶 加藤健二 | 伊藤京子                 | 12月15日                 |
| 第34話                       | それぞれの旅立ち                               | 永川成基                 | 矢嶋哲生                 | 岩田義彦                                    | 柳原好貴 大西雅也 山縣クリカ 高星佑平 倉員千昌 | 山崎玲愛                 | 12月22日                 |
| 第35話                       | 荒野のふたり フリードとキャップ                | 土屋理敬                 | 浅田裕二                 | 浅田裕二                                    | 岩根雅明 志村泉 | 伊藤京子                 | 2024年 1月12日           |
| 第36話                       | パフュートン仲良し大作戦！                     | 福島直浩                 | 尼野浩正                 | ウヱノ史博                                  | 篠原隆 | 山崎玲愛 伊藤京子        | 1月19日                  |
| 第37話                       | ホゲータ、ワルになる!?                         | うえのきみこ             | 齋藤徳明                 | 野田泰宏                                    | 萩原慶汰 倉員千晶 松本めぐみ 大西雅也 柳原好貴 海老沢咲希 加藤健二 | 伊藤京子                 | 1月26日                  |
| 第38話                       | SOSはワッカネズミから？                        | 赤尾でこ                 | 佐藤真人                 | 又野弘道                                    | 新城真 升谷有希 | 山崎玲愛 伊藤京子        | 2月2日                   |
| 第39話                       | カヌチャンとこだわりのハンマー                 | 福島直浩                 | 矢嶋哲生                 | アベユーイチ                                | 忍田雄介 中矢利子 新岡浩美 大西雅也 服部奈津美 田中修司 高星佑平 柳原好貴 | 山崎玲愛                 | 2月9日                   |
| 第40話                       | さよなら、ニャオハ？                           | 土屋理敬                 | 尼野浩正                 | 奥野浩行                                    | 青葉稜太郎 平松康佑 彭佩琦 | 山崎玲愛                 | 2月16日                  |
| 第41話                       | キョーレツかーちゃん現る！                     | 赤尾でこ                 | 浅田裕二                 | 浅田裕二                                    | 岩根雅明 志村泉 | 山崎玲愛 伊藤京子        | 3月1日                   |
| 第42話                       | 変身！海のヒーローイルカマン                   | うえのきみこ             | 森山愛弓                 | 森山愛弓                                    | 服部奈津美 松本めぐみ 高星佑平 山縣クリカ 新城真 | 山崎玲愛                 | 3月8日                   |
| 第43話                       | エクスプローラーズからの果たし状               | 永川成基                 | 尼野浩正 冨安大貴        | 岩田義彦                                    | 柳原好貴 萩原慶汰 服部奈津美 松本めぐみ 大西雅也 | 山崎玲愛 伊藤京子        | 3月15日                  |
| 第44話                       | レックウザ捕獲計画                             | 松澤くれは               | 髙木啓明                 | 髙木啓明                                    | 忍田雄介 倉員千晶 大西雅也 岡照彦 大川義史 | 山崎玲愛 伊藤京子        | 3月22日                  |
| 第45話                       | はるか、遠くまで                               | 松澤くれは               | 尼野浩正 矢嶋哲生        | ウヱノ史博                                  | 篠原隆 | 山崎玲愛 伊藤京子        | 3月29日                  |
| 副題：テラスタルデビュー     |                                                |                          |                          |                                             | |                          |                          |
| 第46話                       | ドキドキ！オレンジアカデミー                   | 佐藤大                   | 中田誠                   | 中田誠                                      | 中矢利子 酒井裕未 高星佑平 倉員千晶 志村泉 田中修司 | 山崎玲愛 伊藤京子        | 4月12日                  |
| 第47話                       | リコとニャローテ、心をこめて                   | 松澤くれは               | 尼野浩正                 | 又野弘道                                    | 新城真 | 山崎玲愛 伊藤京子        | 4月19日                  |
| 第48話                       | 輝け！炎とアートのきらめき                     | 土屋理敬                 | 浅田裕二                 | 浅田裕二                                    | 岩根雅明 志村泉 | 山崎玲愛 伊藤京子        | 5月3日                   |
| 第49話                       | ドットとぐるみん                               | 福島直浩                 | 尼野浩正 浅田裕二        | 野田泰宏                                    | 柳原好貴 服部奈津美 大西雅也 | 伊藤京子                 | 5月10日                  |
| 第50話                       | 映えろテラスタル！ダンス・ダンス・クワッス!!   | 福島直浩                 | 齋藤徳明 忍田雄介        | 小島隆史                                    | 萩原慶汰 忍田雄介 松本めぐみ 吉野真一 田中修司 | 山崎玲愛 伊藤京子        | 5月17日                  |
| 第51話                       | トゲトゲニャローテ!?不思議な花ばしら           | 赤尾でこ                 | 毛利和昭                 | 森山愛弓                                    | 倉員千晶 中矢利子 高星佑平 北島勇樹 Prommee Saksit | 山崎玲愛 伊藤京子        | 5月24日                  |
| 第52話                       | カイデン、強風注意報！                         | うえのきみこ             | 尼野浩正                 | ウヱノ史博                                  | 篠原隆 海老沢咲希 服部奈津美 | 山崎玲愛 伊藤京子        | 5月31日                  |
| 第53話                       | ミブリムとこの世ならざるもの                   | 土屋理敬                 | 浅田裕二                 | 浅田裕二                                    | 岩根雅明 志村泉 | 山崎玲愛 伊藤京子        | 6月7日                   |
| 第54話                       | 永遠のめぐみ                                   | 松澤くれは               | 齋藤徳明                 | アベユーイチ                                | 柳原好貴 大西雅也 | 山崎玲愛 伊藤京子        | 6月14日                  |
| 第55話                       | 対決！パルデア四天王                           | 永川成基                 | 尼野浩正                 | 岩田義彦                                    | 松本めぐみ 倉員千晶 服部奈津美 大西雅也 志村泉 柳原好貴 加藤健二 | 山崎玲愛 伊藤京子        | 6月21日                  |
| 第56話                       | リコVSチリ！バトルの先に                       | 永川成基                 | 中田誠                   | 中田誠                                      | 萩原慶汰 忍田雄介 | 山崎玲愛 伊藤京子        | 6月28日                  |
| 第57話                       | わたしの知らないテラパゴス                     | 松澤くれは               | 浅田裕二                 | 又野弘道                                    | 新城真 江山梨恵 | 山崎玲愛 伊藤京子        | 7月5日                   |
| 第58話                       | 看板ポケモンはドドゲザン!?                     | 赤尾でこ                 | 野田泰宏                 | 野田泰宏                                    | Prommee Saksit 中矢利子 志村泉 新岡浩美 加藤健二 松本めぐみ 大西雅也 阿部俊成 | 山崎玲愛 伊藤京子        | 7月12日                  |
| 第59話                       | おどれクワッス！碧きチャンプルステップ!!       | 福島直浩                 | 尼野浩正                 | ウヱノ史博                                  | 篠原隆 | 山崎玲愛 伊藤京子        | 7月26日                  |
| 第60話                       | はじめての雪！ホッホッゲー!!                   | うえのきみこ             | 入好さとる               | 岩田義彦                                    | 酒井裕未 大西雅也 柳原好貴 阿部俊成 加藤健二 新岡浩美 | 山崎玲愛 伊藤京子        | 8月9日                   |
| 第61話                       | 響け魂！ライムへの挑戦                         | 土屋理敬                 | MISU山猫                 | MISU山猫                                    | 萩原慶汰 倉員千晶 服部奈津美 阿部俊成 | 山崎玲愛 伊藤京子        | 8月16日                  |
| 第62話                       | ホゲータとぼくの歌                             | 土屋理敬                 | 浅田裕二                 | 浅田裕二                                    | 志村泉 岩根雅明 | 山崎玲愛 伊藤京子        | 8月23日                  |
| 第63話                       | 氷の戦い！冷たい瞳のグルーシャ                 | 福島直浩                 | 森山愛弓                 | 森山愛弓                                    | 加藤健二 忍田雄介 松本めぐみ 中矢利子 新岡浩美 | 山崎玲愛 伊藤京子        | 8月30日                  |
| 第64話                       | ナッぺ山、しのびよる影                         | 松澤くれは               | 尼野浩正                 | 又野弘道                                    | 新城真 江山梨恵 | 山崎玲愛 伊藤京子        | 9月6日                   |
| 第65話                       | リコとアメジオ                                 | 松澤くれは               | 中田誠                   | 中田誠                                      | 萩原慶汰 柳原好貴 大西雅也 Prommee Saksit | 山崎玲愛 伊藤京子        | 9月13日                  |
| 第66話                       | システム侵入！オレンジアカデミーの危機!!       | 永川成基                 | 西田章二                 | 小玉拳也                                    | 小林万里 大塚真史 小野玲奈 佐々木幸恵 | 山崎玲愛 伊藤京子        | 9月20日                  |
| 第67話                       | 輝けテラスタル！リコVSロイ!!                   | 永川成基                 | 悲田院みお               | アベユーイチ                                | 忍田雄介 倉員千晶 服部奈津美 阿部俊成 大西雅也 萩原慶汰 柳原好貴 高星佑平 加藤健二 中矢利子 大野泰江 | 山崎玲愛 伊藤京子        | 9月27日                  |
| 副題： レックウザ ライジング |                                                |                          |                          |                                             | |                          |                          |
| 第68話                       | 新たなる空へ！ブレイブアサギ号!!               | 松澤くれは               | 尼野浩正                 | ウヱノ史博                                  | 篠原隆 | 山崎玲愛 伊藤京子        | 10月11日                 |
| 第69話                       | ぼくがポケモンで、キミがぼく!?                 | 赤尾でこ                 | 岩田義彦                 | 岩田義彦                                    | 大西雅也 高星佑平 柳原好貴 新岡浩美 中矢利子 | 山崎玲愛 伊藤京子        | 10月18日                 |
| 第70話                       | カヌチャンのハンマーは1日にしてならず          | うえのきみこ             | 浅田裕二                 | 浅田裕二                                    | 岩根雅明 志村泉 | 山崎玲愛 伊藤京子        | 10月25日                 |
| 第71話                       | てらす池の出会い                               | 佐藤大                   | 西田章二                 | まつもとよしひさ                            | はっとりますみ 友松照稀 isform Kwon EunJoo Kim sunmi KIM CEAEI Song JoonYoub Song Jiyeon Lee Minji Lee Sohyeon Lee Yerin Hwang SuBeen Choe Inseop Kim Jina KIM HanJu YU yeojun Youn Subin JUNG DAHYE Do Imsoo               | 山崎玲愛 伊藤京子        | 11月1日                  |
| 第72話                       | 追跡！バサギリを探せ!!                         | 土屋理敬                 | 入好さとる               | 又野弘道                                    | 新城真 江山梨恵 | 山崎玲愛 伊藤京子        | 11月8日                  |
| 第73話                       | 孤高の戦士バサギリ                             | 土屋理敬                 | 森山愛弓                 | 森山愛弓                                    | 萩原慶汰 服部奈津美 阿部俊成 志村泉 北村勇樹 | 山崎玲愛 伊藤京子        | 11月15日                 |
| 第74話                       | 3人のエクスプローラーズ                        | 松澤くれは               | 尼野浩正                 | ハラダツルギ                                | 松本勝次 外山陽介 神在動画 | 山崎玲愛 伊藤京子        | 11月22日                 |
| 第75話                       | 託された未来、この世界の輝き                   | 松澤くれは               | でんさおり 中田誠        | 中田誠                                      | 柳原好貴 大西雅也 松本めぐみ | 山崎玲愛 伊藤京子        | 11月29日                 |
| 第76話                       | ソーナノ？ソーダヨ！                           | 福島直浩                 | 浅田裕二                 | 浅田裕二                                    | 岩根雅明 志村泉 | 山崎玲愛 伊藤京子        | 12月6日                  |
| 第77話                       | ランドウ、故郷へ帰る                           | うえのきみこ             | 尼野浩正                 | ウヱノ史博                                  | 吴晓莱 阿部俊成 中矢利子 小林洸 | 山崎玲愛 伊藤京子        | 12月13日                 |
| 第78話                       | 激闘エンテイ！炎のおたけび!!                   | 永川成基                 | 齋藤徳明                 | 岩田義彦                                    | 服部奈津美 萩原慶汰 高星佑平 酒井裕未 | 山崎玲愛 伊藤京子        | 12月20日                 |
| 第79話                       | オーバー・ザ・トップ                           | 佐藤大                   | 西田章二                 | 新開彩絵                                    | 忍田雄介 松本めぐみ 新岡浩美 北島勇樹 | 伊藤京子                 | 2025年 1月10日           |
| 第80話                       | エリアゼロでオニイケポケモン!?                 | 赤尾でこ                 | 尼野浩正                 | 又野弘道                                    | 新城真 江山梨恵 | 山崎玲愛 伊藤京子        | 1月17日                  |
| 第81話                       | 大バトル！大地を穿つ炎                         | 土屋理敬                 | 中田誠                   | 住山恭平                                    | 柳原好貴 大西雅也 阿部俊成 志村泉 服部奈津美 萩原慶汰 高星佑平 | 山崎玲愛 伊藤京子        | 1月24日                  |
| 第82話                       | 光り出した虹の先で                             | 松澤くれは               | 浅田裕二                 | 浅田裕二                                    | 岩根雅明 志村泉 | 山崎玲愛 伊藤京子        | 1月31日                  |
| 第83話                       | 明かされる真実？アメジオの決意！               | 松澤くれは               | 森山愛弓                 | 森山愛弓                                    | 萩原慶汰 服部奈津美 中矢利子 酒井裕未 柳原好貴 | 山崎玲愛 伊藤京子        | 2月7日                   |
| 第84話                       | 天と地が出会う処                               | 福島直浩                 | 入好さとる               | 岩田義彦                                    | はっとりますみ isform Kwon EunJoo Kim sunmi Kim Jina Lee Yerin Hwang SuBeen STUDIO CL 野馬動画 | 山崎玲愛 伊藤京子        | 2月14日                  |
| 第85話                       | 到着！楽園ラクア                               | 松澤くれは               | 齋藤徳明                 | ウヱノ史博                                  | 岡辰也 西村あずさ 小林洸 STUDIO CL | 山崎玲愛 伊藤京子        | 2月21日                  |
| 第86話                       | ライジングボルテッカーズVSエクスプローラーズ！ | 松澤くれは               | 中田誠                   | 中田誠                                      | 柳原好貴 松本めぐみ 大西雅也 中矢利子 服部奈津美 阿部俊成 酒井裕未 海老沢咲希 | 山崎玲愛 伊藤京子        | 2月28日                  |
| 第87話                       | 黒いレックウザの導き                           | 松澤くれは               | 尼野浩正                 | 小玉拳也                                    | 上田美紀 大塚真史 高橋ケイ 伊久美安里 佐々木幸恵 小林万理 園田高明 | 山崎玲愛 伊藤京子        | 3月7日                   |
| 第88話                       | 激震の白いジガルデ                             | 松澤くれは               | 髙木啓明                 | 髙木啓明                                    | 忍田雄介 阿部俊成 高星佑平 伊久美安里 志村泉 松本めぐみ 大西雅也 | 山崎玲愛 伊藤京子        | 3月14日                  |
| 第89話                       | 冒険の先に                                     | 松澤くれは               | 入好さとる               | 住山恭平                                    | 萩原慶汰 服部奈津美 新城真 江山梨恵 えりある | 山崎玲愛 伊藤京子        | 3月21日                  |
| 副題： メガボルテージ        |                                                |                          |                          |                                             | |                          |                          |
| 第90話                       | 大空へ向かって、再び 前編                      | 佐藤大                   | 尼野浩正                 | 森山愛弓                                    | 柳原好貴 中矢利子 新岡浩美 大西雅也 服部奈津美 忍田雄介 | 山崎玲愛 伊藤京子        | 4月11日                  |
| 第91話                       | 大空へ向かって、再び 後編                      | 佐藤大                   | 小林一三                 | 大井将経                                    | 北島勇樹 季亜晨 仲金 WUXI HUAXIAN ANIMATION PRODUCTION XiaoTong LaoNiu LuQingYun Luv Letter Studios Kennedy Freeman Imani Brown Federico Iglesias Park Song Hwa Heo Jae young Park Ji yun Kim Jeong woo 晴れやか 樫内乃恵子 | 山崎玲愛 伊藤京子        | 4月11日                  |
| 第92話                       | ラクリウム・サインを追って                     | 佐藤大                   | 浅田裕二                 | 浅田裕二                                    | 岩根雅明 志村泉 | 山崎玲愛 伊藤京子        | 4月18日                  |
| 第93話                       | ガチ推し!?ぐるみんファン対決!!                 | 松澤くれは               | 尼野浩正                 | 植田千湖                                    | 忍田雄介 阿部俊成 高星佑平 新岡浩美 花井袖都子 Mixemirai Prommee Saksit Sato | 山崎玲愛 伊藤京子        | 4月25日                  |
| 第94話                       | ポケモンセンターのお姉さん                     | 松澤くれは               | 浅田裕二 小林一三        | 野田泰宏                                    | 萩原慶汰 服部奈津美 酒井裕未 松本めぐみ 志村泉 ル ラフォート えりある | 山崎玲愛 伊藤京子        | 5月2日                   |
| 第95話                       | ストロングスフィア                             | 永川成基                 | 清水聡                   | 又野弘道                                    | 新城真 江山梨恵 Alliance 阿部咲夜 | 山崎玲愛 伊藤京子        | 5月9日                   |
| 第96話                       | 激突！ドラゴン爆走団                           | うえのきみこ             | 尼野浩正                 | 岩田義彦                                    | 柳原好貴 中矢利子 大西雅也 志村泉 えりある | 山崎玲愛 伊藤京子        | 5月16日                  |
| 第97話                       | いたずらマッギョのイイ笑顔？                   | 福島直浩                 | 浅田裕二                 | 浅田裕二                                    | 岩根雅明 志村泉 | 山崎玲愛 伊藤京子        | 5月30日                  |
| 第98話                       | 再会のセルクルタウン！                         | 赤尾でこ                 | 鈴                       | 岩田義彦                                    | 忍田雄介 阿部俊成 X10 董立则 沈陶裔 陈亮 何烨 郁慧云 罗睿 Brave pictures 倉田亮多 えりある ル ラフォート | 山崎玲愛 伊藤京子        | 6月6日                   |
| 第99話                       | 飛べないオリオと                               | 松澤くれは               | 小林一三                 | 徐恵眞                                      | 長城動畫 仲金 APELIN So Gyeonsuk 亮点 Wei Xulong WUXI HUAXIAN ANIMATION PRODUCTION fan dong dong zhao qing yun | 山崎玲愛 伊藤京子        | 6月13日                  |
| 第100話                      | 我らライジングボルテッカーズ！                 | 松澤くれは               | 住山恭平                 | 住山恭平                                    | 松本めぐみ 服部奈津美 花井柚都子 Mixemirai 志村泉 武内啓 ル ラフォート | 山崎玲愛                 | 6月20日                  |
| 第101話                      | 闘え！テラスタル対メガシンカ!!                 | 佐藤大                   | 尼野浩正                 | 後藤康徳                                    | 柳原好貴 大西雅也 忍田雄介 中矢利子 大野泰江 黒田ありさ えりある | 山崎玲愛 伊藤京子        | 6月27日                  |
| 第102話                      | 遺跡で出逢った騎士                             | 佐藤大                   | 木下大悟                 | 植田千湖                                    | 篠原隆 阿部俊成 服部奈津美 柳原好貴 ル ラフォート Revival | 山崎玲愛 伊藤京子        | 7月4日                   |
| 第103話                      | 燃やせ、ぐるみん愛！                           | 福島直浩                 | 浅田裕二                 | 浅田裕二                                    | 岩根雅明 志村泉 | 山崎玲愛 伊藤京子        | 7月18日                  |
| 第104話                      | カルボウの願い                                 | 松澤くれは               | 小林一三 でんさおり      | 岩田義彦 中田誠 Limthong Chidphong MISU山猫 | 忍田雄介 安田周平 大西雅也 服部奈津美 大野泰江 松本めぐみ 大野泰江 えりある | 山崎玲愛 伊藤京子        | 8月1日                   |
| 第105話                      | 嵐のち波乗りサーフゴー                         | うえのきみこ             | 青山弘                   | 又野弘道                                    | 新城真 江山梨恵 升谷有希 | 山崎玲愛 伊藤京子        | 8月8日                   |
| 第106話                      | メガすげぇ!?開かずのダークボール               | 赤尾でこ                 | 清島ゆうこ               | 岩田義彦                                    | 松本めぐみ 服部奈津美 大西雅也 志村泉 中矢利子 ル ラフォート GKセールス X10 暁 えりある | 山崎玲愛                 | 8月15日                  |

放送休止
- 2023年
  - 6月30日、9月29日は『ヤギと大悟』（18:55 - 19:55）放送のため休止。
  - 7月7日は『所さんのそこんトコロ』（19:00 - 21:48）放送のため休止。
  - 10月6日は『所さんのそこんトコロ』（18:55 - 21:43）放送のため休止。
  - 12月29日は年末特番放送のため休止。
- 2024年
  - 2月23日は『世界卓球2024 女子団体 準決勝』（18:55 - 21:48）放送のため休止。
  - 4月5日は『デカ盛りハンター』（18:55 - 20:54）放送のため休止。
  - 4月26日、7月19日は『デカ盛りハンター』（18:55 - 20:00）放送のため休止。
  - 8月2日は2024年パリオリンピック特別編成のため休止。
  - 10月4日は『デカ盛りハンター』（18:55 - 19:55）放送のため休止。
  - 12月27日は『所さんのそこんトコロ』（18:55 - 21:53）放送のため休止。
- 2025年
  - 1月3日は年末特番放送のため休止。
  - 3月28日は『所さんのそこんトコロ』（18:55 - 22:04）放送のため休止。
  - 4月4日は『デカ盛りハンター』（18:55 - 19:55）放送のため休止。
  - 5月23日は『世界卓球2025 女子シングルス準々決勝』（18:55 - 22:24）放送のため休止。
  - 7月11日は『世界中のカメラが捉えた衝撃的瞬間TOP40』（18:55 - 19:55）放送のため休止。
  - 7月25日は『デカ盛りハンターSP』（18:55 - 19:55）放送のため休止[注 16]。

その他
- 2024年1月5日放送分は「ポケットモンスターお正月スペシャル」と題し、実写特番を放送[注 17]。

## 放送局
| 放送期間 | 放送時間                              | 放送局              | 対象地域・備考                                              |
| --- | ------------------------------------- | ------------------- | ----------------------------------------------------------- |
| 2023年4月14日 - | 金曜 18:55 - 19:25                    | テレビ東京系列全6局 | 北海道・関東広域圏・愛知県・ 大阪府・岡山県・香川県・福岡県 |
| |                                       | 岐阜放送            | 岐阜県                                                      |
| |                                       | 奈良テレビ          | 奈良県                                                      |
| 2023年4月19日 - | 水曜 17:00 - 17:30                    | 三重テレビ          | 三重県                                                      |
| |                                       | テレビ和歌山        | 和歌山県                                                    |
| 2023年4月21日 - | 金曜 16:20 - 16:50                    | 岩手めんこいテレビ  | 岩手県                                                      |
| 2023年4月22日 - | 土曜 6:00 - 6:30                      | 静岡放送            | 静岡県                                                      |
| | 土曜 7:00 - 7:30                      | 東日本放送          | 宮城県                                                      |
| | 土曜 7:30 - 8:00                      | 青森朝日放送        | 青森県                                                      |
| |                                       | 琉球朝日放送        | 沖縄県                                                      |
| 2023年4月22日 - 2024年3月30日 2024年4月7日 - | 土曜 10:15 - 10:45 日曜 10:00 - 10:30 | 広島ホームテレビ    | 広島県                                                      |
| 2023年4月22日 - | 土曜 11:15 - 11:44                    | 鹿児島放送          | 鹿児島県                                                    |
| | 土曜 16:00 - 16:30                    | 北陸朝日放送        | 石川県                                                      |
| 2023年4月23日 - | 日曜 6:15 - 6:45                      | テレビユー山形      | 山形県                                                      |
| |                                       | チューリップテレビ  | 富山県                                                      |
| |                                       | テレビ山口          | 山口県                                                      |
| |                                       | テレビ宮崎          | 宮崎県                                                      |
| | 日曜 6:30 - 7:00                      | テレビ新潟          | 新潟県                                                      |
| |                                       | 長野放送            | 長野県                                                      |
| |                                       | 福井テレビ          | 福井県                                                      |
| |                                       | 四国放送            | 徳島県                                                      |
| |                                       | 南海放送            | 愛媛県                                                      |
| |                                       | 高知放送            | 高知県                                                      |
| |                                       | サガテレビ          | 佐賀県                                                      |
| |                                       | テレビ大分          | 大分県                                                      |
| | 日曜 7:00 - 7:30                      | 長崎国際テレビ      | 長崎県                                                      |
| | 日曜 9:00 - 9:30                      | 福島テレビ          | 福島県                                                      |
| |                                       | テレビ熊本          | 熊本県                                                      |
| | 日曜 9:30 - 10:00                     | 秋田テレビ          | 秋田県                                                      |
| |                                       | びわ湖放送          | 滋賀県                                                      |
| | 日曜 11:00 - 11:30                    | KBS京都             | 京都府                                                      |
| 2023年4月24日 - | 月曜 16:21 - 16:50                    | 山陰放送            | 島根県・鳥取県                                              |
| 2023年4月29日 - | 土曜 17:00 - 17:30                    | テレビ山梨          | 山梨県                                                      |
| 2023年5月14日 - | 日曜 7:00 - 7:30                      | BSテレ東            | 日本全域 / BS/BS4K放送                                      |
| 2023年7月1日 - | 土曜 18:30 - 19:00                    | キッズステーション  | 日本全域 / CS放送 / リピート放送あり                        |
| テレビ東京系列では連動データ放送を実施。字幕放送はテレビ東京系列および同時ネット局、BSテレ東、キッズステーションで実施。 また、テレビ東京系列および同時ネット局では、2023年4月14日と2025年4月11日は30分拡大し、1時間スペシャルとして放送。 |                                       |                     |                                                             |

| 配信開始日    | 配信時間           | 配信元 | 備考                                |
| ------------- | ------------------ | --- | ----------------------------------- |
| 2023年4月14日 | 金曜 18:55 - 19:25 | TVer | TV同時リアルタイム配信              |
|               | 金曜 19:30 更新    | TVer | 最新話は1週間無料配信（見逃し配信） |
|               |                    | ABEMA [ 107 ] YouTube テレビ東京公式 TV TOKYO [ 108 ] ポケモン公式YouTubeチャンネル [ 109 ] コロコロチャンネル [ 110 ] | 最新話は1週間無料配信               |
|               |                    | Hulu U-NEXT |                                     |
|               | 金曜 21:00 - 21:30 | ニコニコ生放送 |                                     |
|               | 金曜 21:30 更新    | ニコニコチャンネル | 第1話と第2話は常時無料              |

## 漫画版
本作の放送開始を記念して、『月刊コロコロコミック』（小学館）2023年5月号、2024年1月号、2024年5月号（2023年4月号に予告漫画）のスペシャル別冊付録に山鷹景による長編漫画が掲載され、『アニメポケットモンスター リコとロイの冒険』のタイトルに改題した単行本が2024年6月27日に刊行された際には、穴久保幸作がコメントを寄せている。また、『ちゃお』（同）2023年6月号より同年8月号まで、おりとかほりが漫画を担当する『ポケットモンスター 〜リコの宝物〜』が連載された。同誌同年9月号より2024年8月号まで、喜瀬りっかによる『ポケットモンスター 〜よりみちぼるてっかーず!!〜』が連載された。
- おりとかほり『ポケットモンスター 〜リコの宝物〜』小学館〈ちゃおコミックス〉、2023年8月25日発売[119]、ISBN 978-4-09-872391-1
- 山鷹景『アニメポケットモンスター リコとロイの冒険』小学館〈てんとう虫コミックス〉、2024年6月27日発売[120]、ISBN 978-4-09-149755-0
- 喜瀬りっか『ポケットモンスター 〜よりみちぼるてっかーず!!〜』小学館〈ちゃおコミックス〉、2024年7月25日発売[121]、ISBN 978-4-09-872758-2

## コラボレーション
- 本作の放送開始を記念し、JR山手線でキャプテンピカチュウ、ニャオハなど本作に登場するキャラクターたちのイラストを使用したラッピングトレインが2023年4月3日から4月14日まで運行された[122][123]。

- 2024年6月25日-9月24日には東京スカイツリーとの初コラボレーションイベント「ポケモンと青空スカイツリー 〜キミとポケモンのかがやく想い出〜」[124]を実施。天望デッキ及び天望回廊内での展示装飾、フォトスポットの設置、フロア350「SKYTREE ROUND THEATER」での特別映像上映、フロア340「SKYTREE CAFE」での限定カフェメニュー販売、「SKYTREE SHOP」でのイベント限定グッズ販売が行われた。また、期間中の特定日には6体のポケモン（ニャローテ、ホゲータ、クワッス、キャプテンピカチュウ、テラパゴス、リザードン）をイメージしたライティングも行った[124]。